# Breña Alta
La villa de Breña Alta es un municipio español situado al este de la isla de La Palma, en la provincia de Santa Cruz de Tenerife, comunidad autónoma de Canarias. Tiene una extensión de 30,82 km² y una población de 7305 habitantes (INE 2023).
El término municipal se extiende desde la crestería de Cumbre Nueva hasta el océano Atlántico. Su capital municipal es la localidad de San Pedro. El resto de barrios del municipio son Botazo, Breña (San Isidro), Buenavista de Abajo, Buenavista de Arriba, La Cuesta, Las Ledas, El Llanito y Miranda.
Ubicado en plena comarca capitalina, el municipio es limítrofe con Santa Cruz de La Palma y ha visto aumentada su población en los últimos años debido a la falta de viviendas en la capital. En el término se ubica el Hospital Universitario de La Palma, el puerto pesquero capitalino y una playa artificial en la costa de Bajamar, así como varias zonas industriales y comerciales. Breña Alta es famoso por su producción de tabaco, que representó la base de la economía municipal durante varias décadas de los siglos xix y xx.

## Toponimia

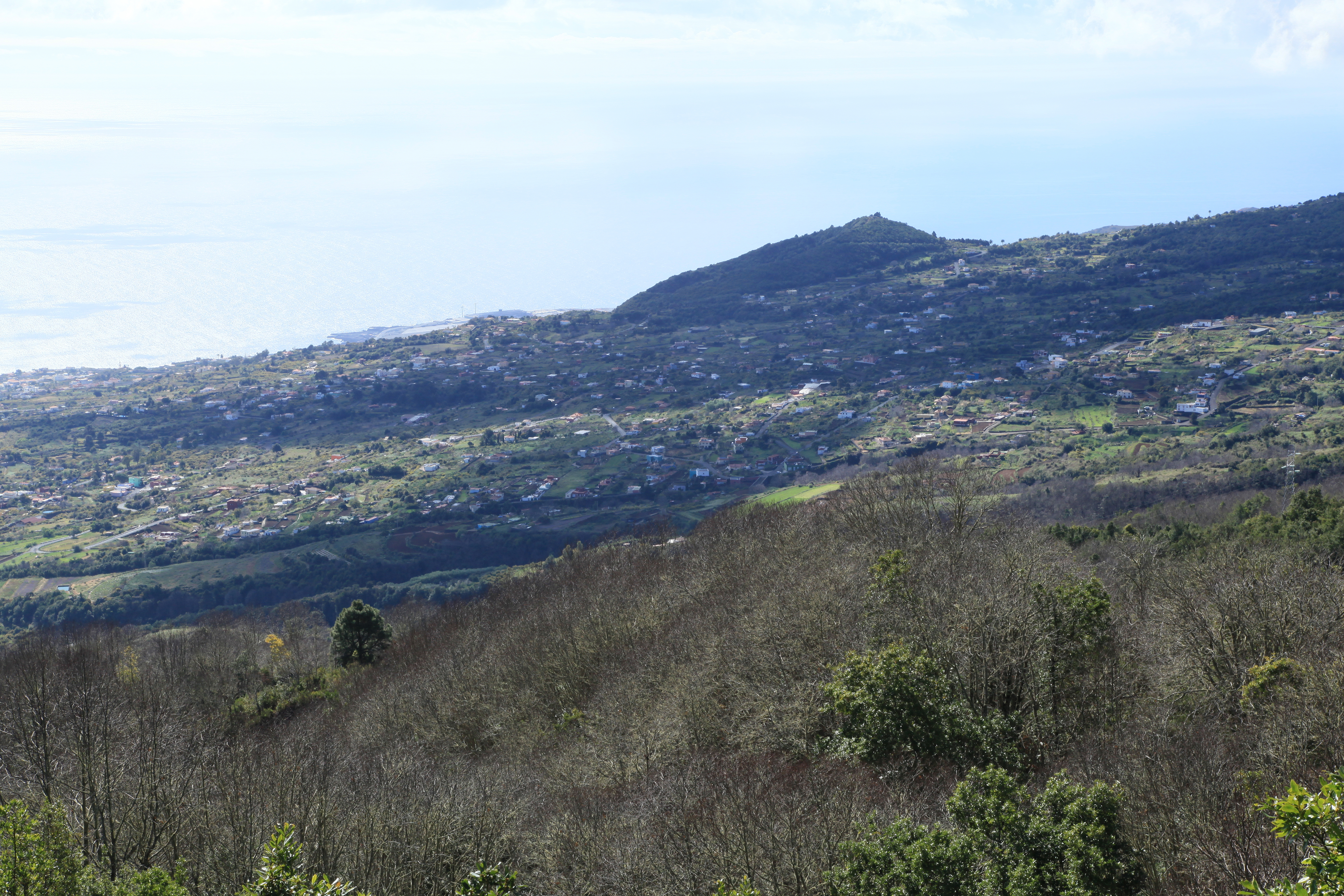
La Breña

La Breña es la denominación propia de la mitad meridional del actual término municipal, y hace referencia al terreno poblado de maleza cubierto por materiales volcánicos recientes procedentes de la Cumbre Vieja y de otras erupciones en la ladera. El gentilicio para los naturales de Breña Alta y de Breña Baja es breñusco, -a.

## Símbolos
El escudo heráldico municipal de Breña Alta fue aprobado por el Gobierno de Canarias el 17 de mayo de 1993. El escudo se blasona de la siguiente manera:

Escudo medio partido y cortado.
1º, en campo de azur, una cruz latina, cuadrada, con piedras preciosas; 2º, en campo de gules, dos llaves pontificias, de oro, puestas en sotuer; y 3º, en campo de oro, dos dragos acolados de sinople.
Timbre: corona real española, y por ornamentos exteriores dos ramas de tabaco, liadas y atadas por lo bajo con una cinta.
Boletín Oficial de Canarias 1993/074 de 09 de junio de 1993

La cruz representa, además de numerosos acontecimientos históricos en el municipio, a la Fiesta de las Cruces, en las que la población levanta cruces enjoyadas y adornadas con distintos elementos multicolores. Las llaves representan a San Pedro (santo patrón del término) y a la transparencia municipal. El tercer cuartel representa a los Dragos Gemelos, dos ejemplares de Dracaena draco existentes en El Llanito que han crecido enlazados entre sí. Las ramas de tabaco aluden al cultivo e industria que da fama al municipio.
La descripción textual de la bandera, aprobada por orden del 22 de abril de 2002, es la siguiente:

Paño rectangular de seda, tafetán, raso, lanilla o fibra sintética, según los casos, cuya longitud es vez y media mayor que su ancho, compuesto de dos franjas horizontales de igual tamaño. La primera o superior, de color blanco y la segunda o inferior, de color rojo.
Si la bandera ostentara el Escudo Heráldico del municipio, deberá colocarse en el centro del paño, preferentemente en ambas caras, y con una altura de dos tercios del alto de la bandera.
Boletín Oficial de Canarias 2002/067 de 27 de mayo de 2002

El color blanco tiene un valor identificativo para el pueblo, que lo usa tradicionalmente en los ornatos festivos tradicionales, y el rojo es el color sobre el que se estamparon los símbolos heráldicos de la Corona de Castilla en la Isla desde el siglo xvi y el fondo de las representaciones heráldicas más antiguas que se conservan en La Palma.

## Geografía

Término municipal con respecto a la isla de La Palma

El término municipal de Breña Alta se extiende por la ladera oriental de los macizos montañosos de Cumbre Nueva y Cumbre Vieja, en la isla de La Palma. Sus 30,82 km² de superficie suponen el 4,4 % del territorio isleño, y forman un triángulo invertido cuyo lado más amplio se corresponde con la crestería de la dorsal de la Cumbre, y su vértice una franja al pie de un antiguo acantilado marino con una longitud de costa de 1,30 km.

Limita al norte con Santa Cruz de La Palma por el Barranco de Juan Mayor y una línea artificiosa que divide el cráter de la Caldereta hasta llegar a la costa por el Risco de La Concepción. Al este limita con el océano atlántico, al sur con Breña Baja por el antiguo camino de herradura entre la capital y el Valle de Aridane, y al oeste con el municipio de El Paso por Cumbre Nueva. La cabecera municipal (San Pedro) está a 350 metros de altitud sobre el nivel del mar.
|                | Norte: Santa Cruz de La Palma |                        |
| Oeste: El Paso |                               | Este: Océano Atlántico |
|                | Sur: Breña Baja               |                        |

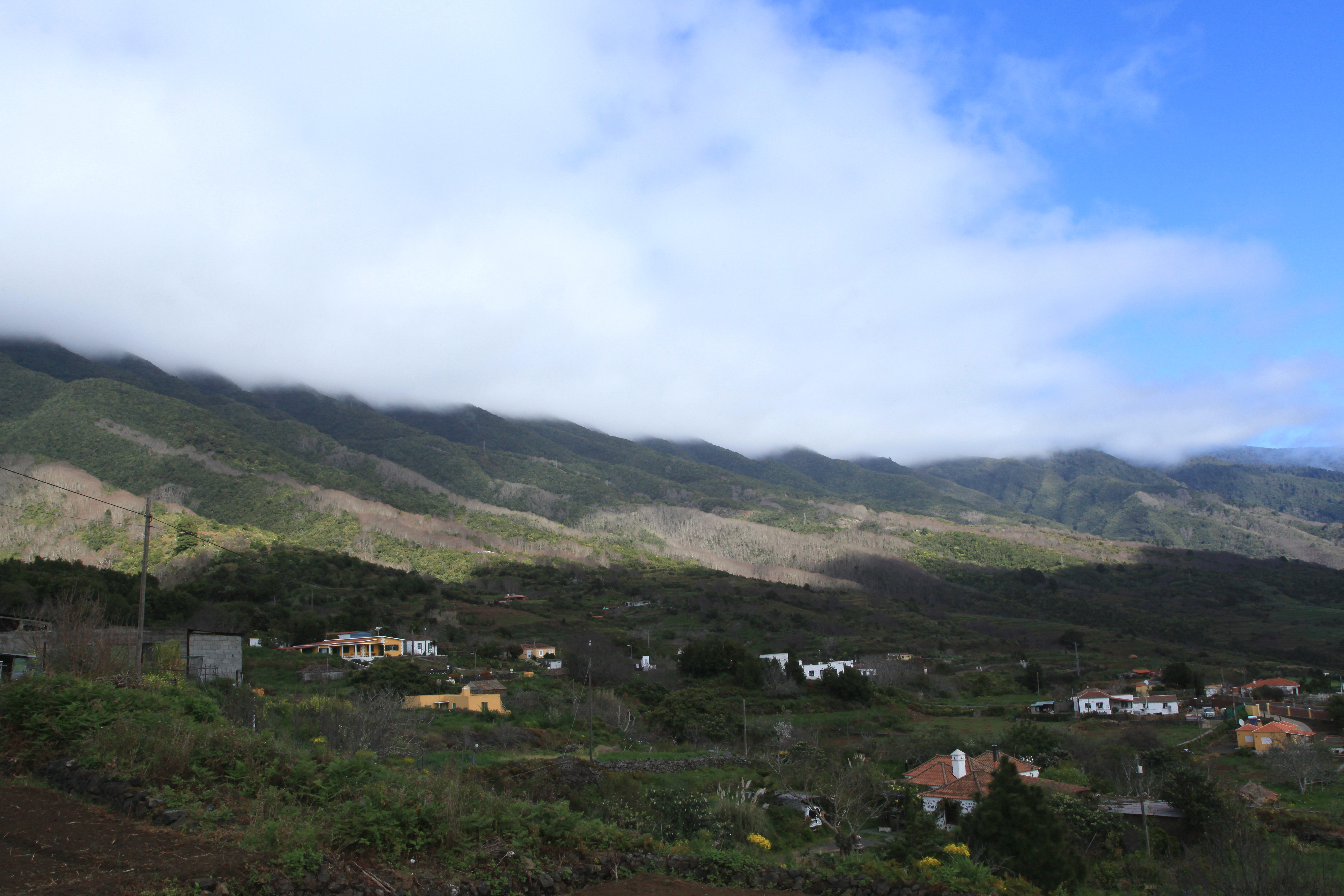
Lomos de Cumbre Nueva

La joven ladera en la que se asienta Breña Alta tiene diferentes grados de pendiente en la que predominan los elementos constructivos (lomos) sobre los erosivos (barrancos). La mayor altitud del municipio se registra en el pico de Las Ovejas, justo en el límite con Santa Cruz, alcanzando los 1854 m s. n. m. A medida que se avanza hacia el sur por la Cumbre Nueva, la altura desciende hasta alcanzar los 1400 m en la parte más baja. De esta aguda arista orográfica parte una serie de lomos paralelos en dirección este (lomos cortos y largos en la terminología local, según alcancen o no la cima de la alineación montañosa). De perfil ondulado y gran regularidad, los lomos tienen apariencia de haberse formado en situación de biostasia. Entre los lomos de este sector destaca el de Las Vueltas, por donde sube el sendero que cruza la cumbre y comunica ambas vertientes de la Isla.

El relieve presenta dos zonas bien diferenciadas de distinta edad geológica. La Breña propiamente dicha es una larga franja enclavada en la parte sur del municipio, cubierta por materiales recientes, procedentes de los volcanes de la Cumbre Vieja y de otras erupciones en la ladera, lo que ha dado lugar a formas ligeramente accidentadas. El resto de los materiales, correspondientes a la más antigua serie de Paleo-Palma, configuró los lomos que descienden de la Cumbre Nueva. La presencia de numerosos conos volcánicos subrecientes y las pequeñas planicies formadas por el represamiento de los materiales eruptivos tras estas montañas se encuentran esparcidos por todo el territorio. El Risco de La Concepción, antiguo hidrovolcán de gigantescas dimensiones, debió originarse en aguas marinas someras, y sus flancos quedaron sepultados por las posteriores erupciones de la Cumbre Nueva. Su cráter semienterrado, denominado La Caldereta y abierto a la ciudad de Santa Cruz de La Palma por el noreste, es uno de los elementos paisajísticos más destacados de la comarca. El material procedente de este antiguo hidrovolcán generó el rellano de Buenavista, de apreciable importancia agrícola y ganadera en el pasado. Se destacan también otras alineaciones montañosas y rellanos en El Zumacal, La Pavona y Montaña Pina.

Panorámica general de Breña Alta desde La Concepción

### Hidrografía
Debido a la elevada permeabilidad del joven suelo, la presencia de barrancos en el término es relativamente escasa. Prácticamente todas las aguas de escorrentía se unen finalmente en un solo barranco diagonal que recibe distintos nombres según el lugar por donde pasa y está situado en la zona de contacto entre las formaciones geológicas antiguas y nuevas. Su cauce está poco definido en su parte alta, pero se ensancha y profundiza en las zonas media y baja, especialmente en el área más afectada por la riada de 1957. El barranco de Aguacencio se encaja a partir de la fuente de su nombre o Fuente Grande, y es el mayor colector del municipio, puesto que evacua el agua del área de los lomos que recibe el contacto del mar de nubes y la lluvia horizontal. Otro barranco importante es el de Aduares, que recibe numerosos afluentes que descienden de los lomos (Espinel, Mastres, Aderno, Melchora) hasta unirse al de La Breña en El Llanito. Algunos cauces fueron obturados en su recorrido por las corrientes de lava procedentes de la Cumbre Vieja, como en el caso del barranco del Tanque, cuya denominación revela la persistencia de dicha circunstancia incluso en época histórica.
El agua infiltrada en el subsuelo se incorpora al acuífero, que va deslizándose hacia el mar con una velocidad condicionada por la naturaleza y pendiente del substrato. La incisión de los barrancos en el terreno hace aflorar fuentes y nacientes, que tuvieron una notable importancia en el pasado en el abastecimiento de las poblaciones y de los animales, con anterioridad a la construcción de las galerías que han provocado su actual secado. Las más importantes por sus caudales fueron las de Aduares, Melchora y Aguacencio.

### Clima
Las condiciones climáticas del municipio vienen dadas por su orientación este, abierto a la influencia directa de los vientos alisios, por lo que las zonas altas y medias son relativamente húmedas. Los vientos de las borrascas del noroeste, al descender desde la Cumbre Nueva, originan el efecto foenh, cuyos remolinos causan en ocasiones grandes daños en los cultivos. Las lluvias superan los 500 mm en las medianías y se elevan a los 800-1000 mm en el dominio del monteverde.

### Naturaleza

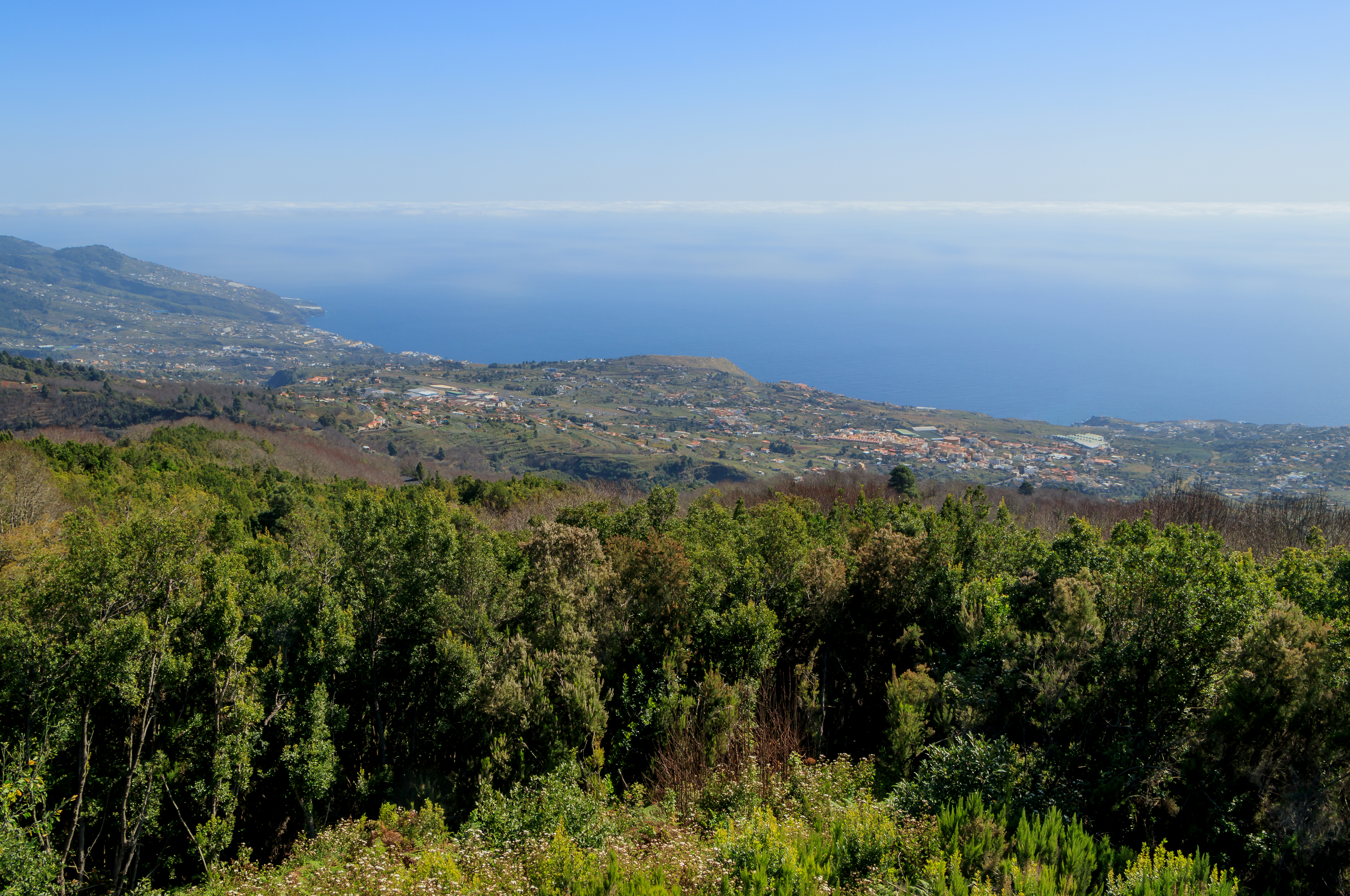
Vista de Breña Alta desde el mirador de La Cumbre

Matorral costero, bosque termófilo, monteverde y pinar se distribuyen siguiendo la abrupta topografía del municipio, caracterizada por los lomos, barrancos, riscos, campos y tubos volcánicos. Desde el nivel del mar hasta la cota de 800 m.s.n.m. aproximadamente predominan las comunidades de sustitución, debido a la antropización del territorio. Aquí se encuentran especies como sabinas, acebuches, almácigos, retamas, tabaibas y cardones. Destacan la presencia de palmerales en Buenavista, El Molino, El Llanito, el Barranco de Las Breñas y Miranda.
El monteverde asciende por las laderas de la cumbre orientadas a los vientos alisios y se extiende desde los 400 hasta los 1500 metros de altitud. Juega un importante papel en la recarga de los acuíferos al ser capaz de captar la humedad, rezumarla por la superficie de sus hojas, y facilitar con sus raíces su infiltración en el subsuelo. Su formación vegetal más característica es la laurisilva, bosque perennifolio rico en especies arbóreas y arbustivas de hoja lauroide, que pobló el sur de Europa y el norte de África a finales de la era Terciaria. Este tipo de bosque ha estado sometido a talas abusivas a lo largo de todo el periodo histórico, que han mermado considerablemente sus poblaciones. Por su parte, el fayal-brezal es un bosque bajo constituido mayoritariamente por fayas y brezos que tiende a ocupar las zonas más escarpadas y expuestas del monteverde y sirve de transición entre la laurisilva y el pinar. Su mayor poder competitivo lo convierte en formación de sustitución de la laurisilva en zonas donde ésta ha desaparecido. Los castañeros fueron introducidos como cultivo en diversas partes de la isla, generalmente en el dominio potencial del monteverde, habiéndose asilvestrado con profusión sobre todo en los montes de Breña Alta.
La fauna de estos bosques se caracteriza por su gran riqueza de formas invertebradas endémicas, algunas de las cuales presentan carácter relictito. Murciélagos y aves son abundantes, siendo destacable la presencia de dos aves exclusivas de Canarias: las palomas rabiche y turqué. La profunda alteración del bosque termófilo, hábitat original de la paloma rabiche, ha conducido a que esta especie se establezca en hábitat secundarios, como pueden ser el monteverde y el pinar.

### Áreas protegidas
En el término municipal de Breña Alta se encuentran parte de tres Espacios Naturales de la red canaria:

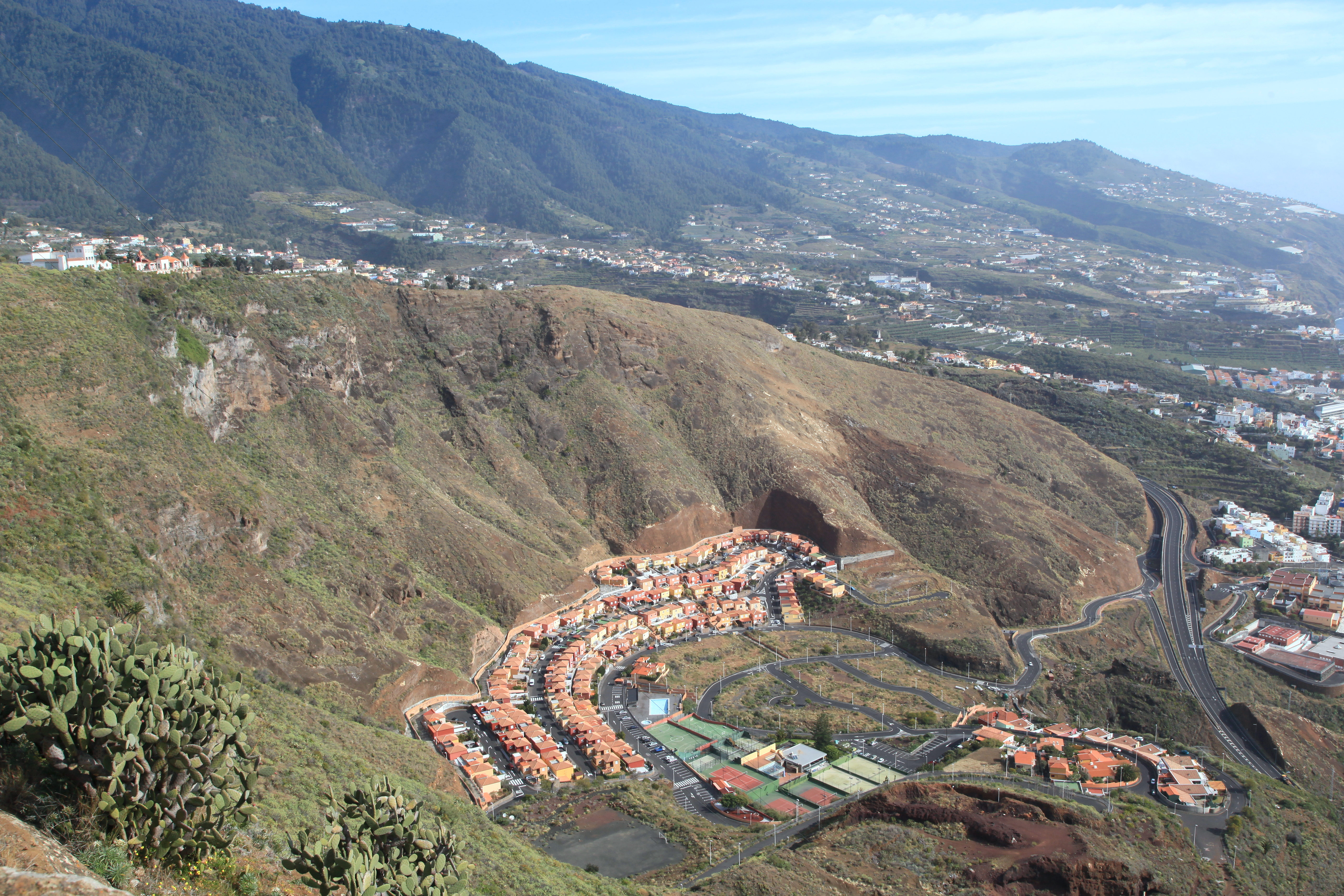
Risco de La Concepción y La Caldereta

- El Monumento Natural del Risco de La Concepción, edificio freatomagmático de gran singularidad paisajística. Su geomorfología ha sido alterada por las extracciones en antiguas canteras, desmontes y urbanización del interior del cráter. Exteriormente conserva mejor su geomorfología.[5]
- El parque natural de Cumbre Vieja, de notable interés natural y cultural (vegetación, fauna, arqueología, etc.) además de geomorfológico. Se sitúa dentro del municipio parte de su extremo septentrional. Está relativamente bien conservado, siendo la afección más notable la carretera de la cumbre (LP-3).[5]
- El Sitio de Interés Científico del Barranco de Juan Mayor, compartido con Santa Cruz de La Palma. Alberga un reducto del bosque termófilo canario.[18]

Estos espacios forman parte de la Red Natura 2000, que además incluye las siguientes Zonas de Especial Conservación en el municipio:
- Breña Alta.
- Monteverde de Breña Alta.
- El Paso y Santa Cruz de La Palma.
- Riscos de Bajamar.

La ZEPA Cumbres y acantilados del norte de La Palma cubre también la zona de cumbres del municipio,que además están englobadas también dentro de la zona periférica de protección del parque nacional de la Caldera de Taburiente. Junto con el resto de la isla es Reserva de la Biosfera.

## Historia

### Etapa benahoarita: antes del sigloxvi
Como en el resto de la isla, los aborígenes benahoaritas fueron los primeros pobladores del actual territorio de Breña Alta. Procedentes probablemente del continente africano, arribaron a la isla a mediados del primer milenio a. C. y se establecieron principalmente en lugares con agua abundante y pastos para el ganado de trashumancia, basado en la cría de cabras, ovejas y cerdos.
Los principales asentamientos poblacionales se localizaban en la zona de costa. Los rebaños permanecían en las zonas bajas y medias durante el invierno y ascendían a las cumbres de la isla en verano. En el litoral del municipio, los yacimientos de Lomo Boyero, Cuesta de la Playa, Cuevas del Molino y Acantilados de Bajamar muestran la huella dejada por la comunidad aborigen en forma de cuevas de habitación y de enterramiento, con numerosos grabados rupestres y otros restos arqueológicos. El resto del territorio era dominio de la laurisilva, lo que sólo permitía un aprovechamiento ganadero y de recolección de frutas, raíces de helecho, y de otros productos del bosque. La dieta se completaba con los rendimientos del ganado y con la recogida de moluscos en el litoral.
En el momento de la conquista de La Palma, a finales del siglo xv, el territorio que actualmente integra el municipio de Breña Alta formaba parte, junto con Breña Baja y Santa Cruz de La Palma, del cantón indígena de Tedote, gobernado por los hermanos Tinisagua, Bentacayse y Aguacencio. Antes de la conquista ya se habían instalado Franciscanos y sucedían otros contactos entre indígenas y europeos, muchas veces de carácter violento y esclavista. Estos acontecimientos facilitaron la penetración europea, pues la comunidad de este cantón no opuso resistencia a las fuerzas del conquistador Alonso Fernández de Lugo.

### Antiguo Régimen: siglosxviaxviii

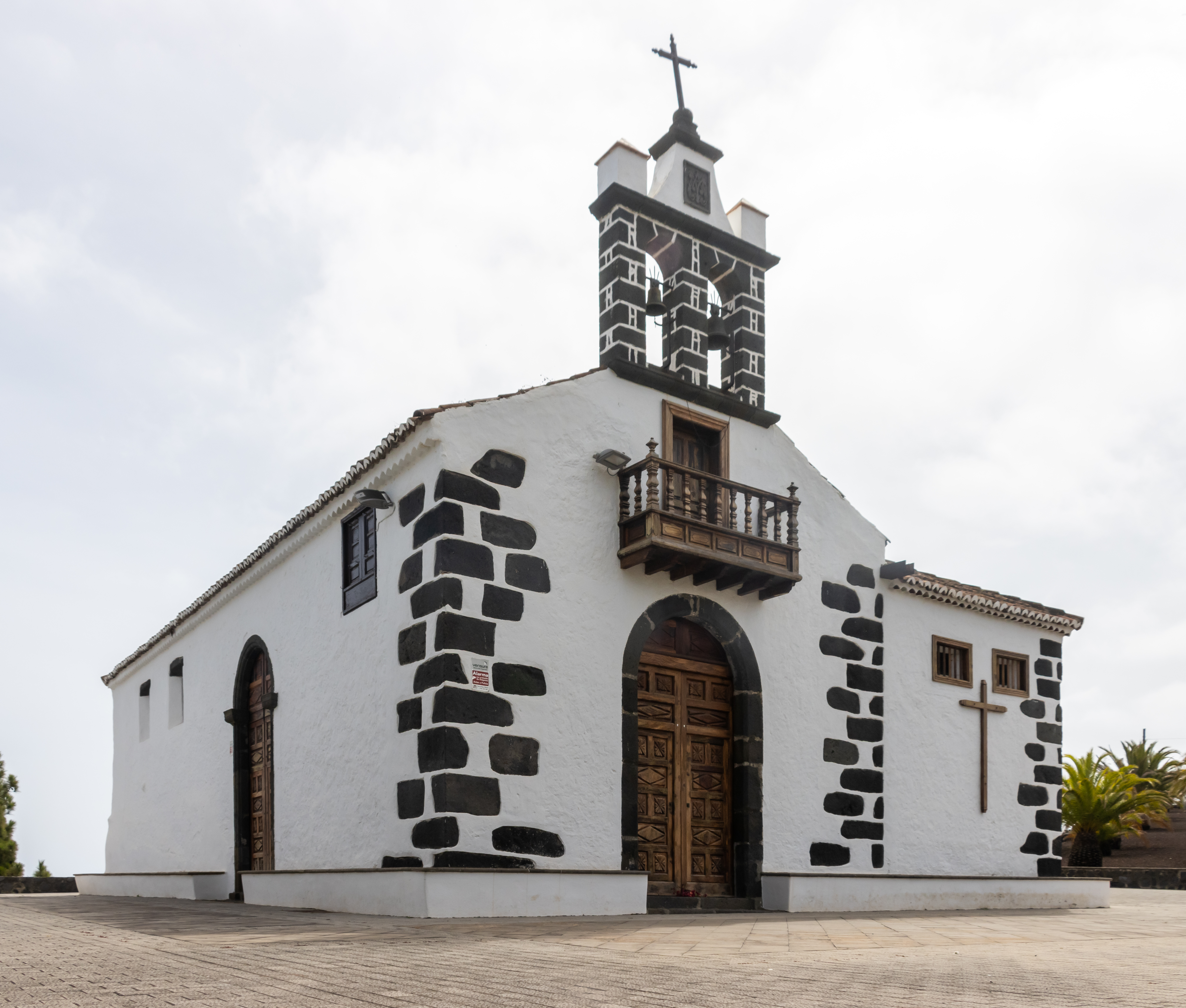
Ermita de Nuestra Señora de la Concepción (siglo xvi)

Finalizada la conquista se procedió a repartir tierras y aguas entre los nuevos pobladores. La colonización inicial de las tierras de Breña Alta favoreció la formación de una gran propiedad ligada a la elite que gobernaba desde Santa Cruz de La Palma. Reflejo de ello son los portones de las antiguas haciendas donde las familias nobles tenían su lugar de descanso. Junto a este grupo también accedió a una pequeña parte de la propiedad de la tierra un campesinado parcelario, la mayoría de origen lusitano. Muchos de ellos eran judíos que buscaban refugio de la inquisición.

Más allá del Mocanal están dos Breñas de piedra como bizcocho, Ia de Arriba y la de Abajo, donde hay tantas viñas, que dan de diezmo cada año más de 1.500 botas de buen vino, el mejor de toda la isla; también da trigo, granados, cardos y otras frutas. En la Breña de Abajo está la parroquia de S. José y en la de Arriba la de S. Pedro. [...] Buenavista tiene una iglesia de Nuestra Señora de la Concepción a la vista de la ciudad, por lo que la llamaron Buenavista.
Gaspar Frutuoso. Saudades da Terra. Libro I (1590)

La Asomada de La Palma, antiguo nombre del Risco de La Concecpción derivado de la gran vista panorámica que desde su cima se divisa de la capital de la isla, fue el lugar elegido para erigir, a principios del siglo xvi, la ermita de La Concepción, siguiendo con la tradición de consagrar a la Virgen María antiguas montañas. Pronto la ermita de San Pedro, mejor situada para atender a la naciente feligresía, adquirió la categoría de ayuda de parroquia. En 1552 ya existía pila bautismal, se administraban los sacramentos y se realizaban padrón anual de vecinos. En 1622 se fabricó una pequeña capilla lateral, denominada de las Santas Cruces, para colocar dos pequeñas cruces encontradas, según la leyenda, en el interior de un trono de laurel.

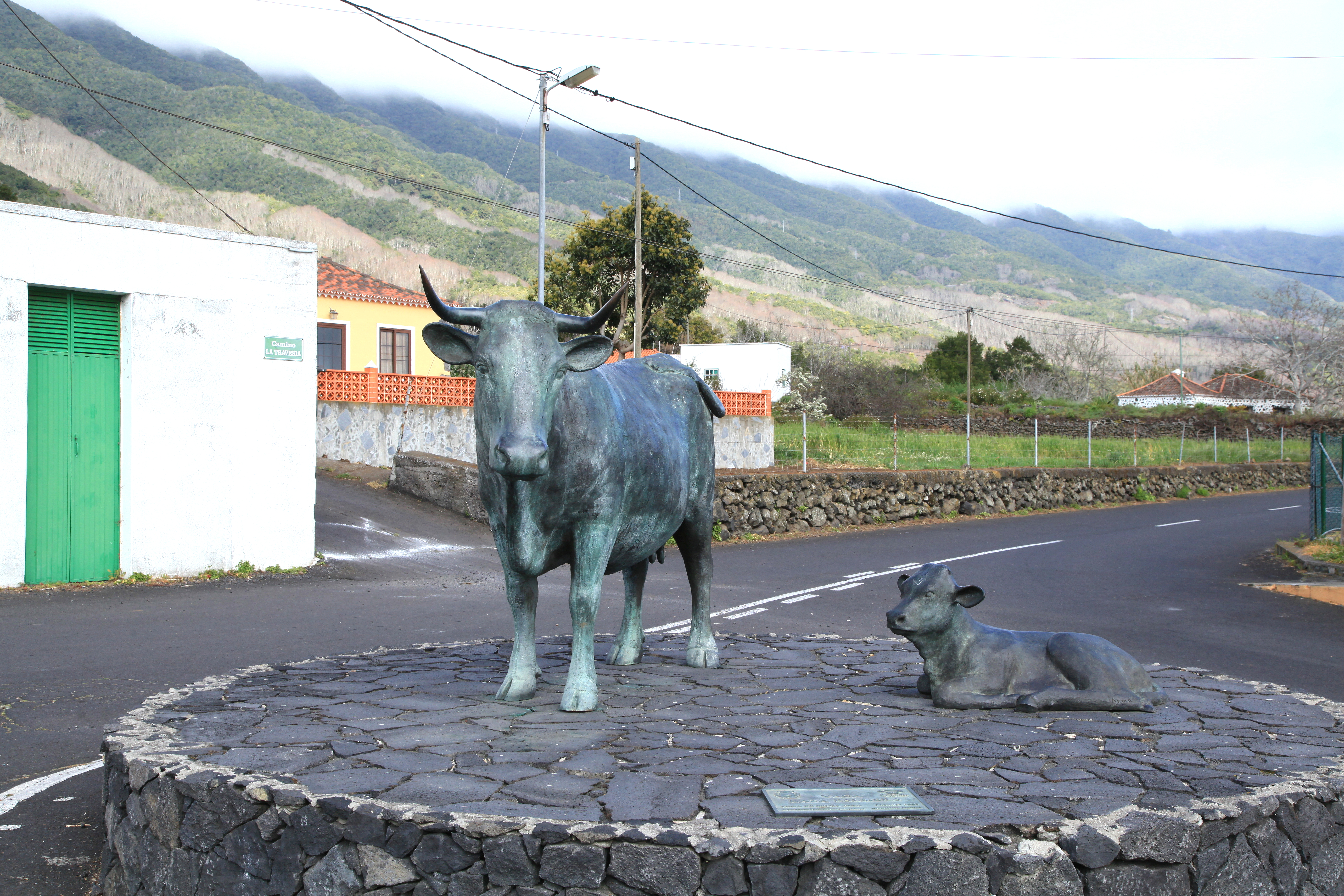
Estatua a la Vaca raza palmera en San Isidro

La desaparecida Fuente de Los Ingleses dio comienzo al asentamiento y a la expansión agrícola de Breña Alta. Las tierras de Buenavista fueron deforestadas y roturadas, convertidas en suelo fértil para los cultivos de cereal, hierba pastel, frutales y viñas. Por su parte, la mayor parte del territorio vecino de Breña Baja constituía una tierra improductiva cubierta de maleza y matorral, dedicándose en un primer momento al pasto comunal para los ganados caprino y ovino y posteriormente, gracias a sus características edafológicas, a la vid, cultivo estimulado por la demanda de caldos en el mercado interior, europeo y colonial. Mediante la percepción de rentas en especie, abonadas por medianeros y pequeños renteros, la terratenencia insular se procuraba aquí los granos necesarios para el pago de los salarios de los jornaleros vitícolas que faenaban en sus grandes haciendas.
En 1561 se produce la creación de la alcaldía ordinaria de ambas Breñas, dependiente de la elite residente en la capital insular. El crecimiento de la actividad productiva requirió disponer de un pósito para poder prestar simiente y dinero a vecinos y labradores en años de malas cosechas. La actividad económica, basada en los cereales en Breña Alta y la producción vitícola en Breña Baja continuó su ritmo ascendente en la primera mitad del siglo xvii. Esta expansión productiva consolidó la formación de dos entidades que, en el caso de Breña Baja, luchó por una segregación que a pesar de la oposición de la terratenencia conseguiría en 1634. En el siglo xviii, debido a la competencia de los caldos lusitanos y peninsulares en los mercados coloniales y europeos, se produjo una importante regresión vitícola que conllevó cambios en la fuerza de trabajo y una reducción demográfica y laboral. La situación estructural generada por la propiedad y gestión de la tierra generó una corriente emigratoria en dirección a Cuba y Venezuela, más acusada en la segunda mitad del siglo, cuando se introduce el cultivo de árboles frutales y moreras para la industria de la seda.

### Etapa contemporánea: siglosxixaxxi

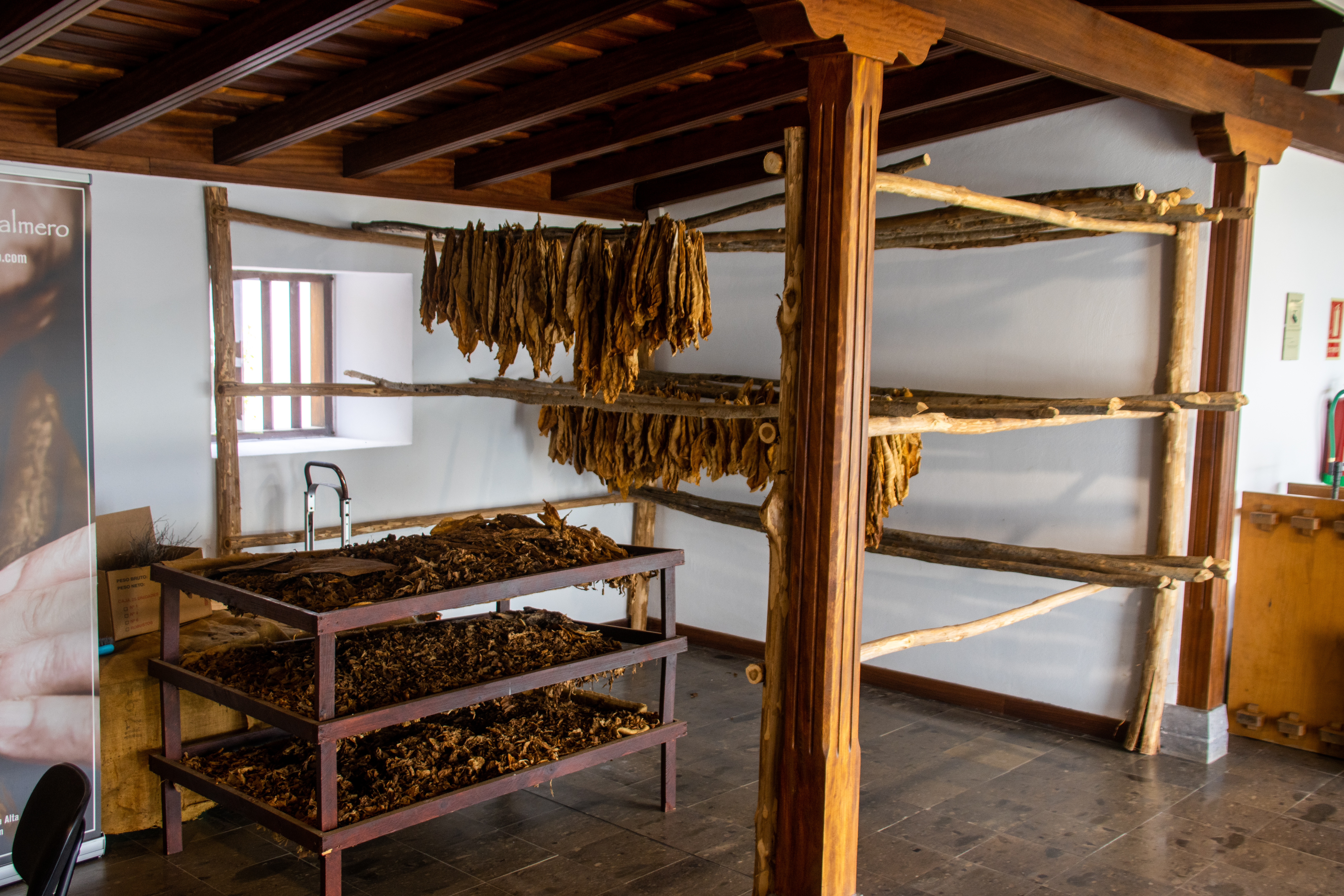
Museo del Puro Palmero en San Pedro

A pesar de la oposición de la oligarquía insular, las Cortes de Cádiz permitieron en 1812 que Breña Alta se constituyese como municipio propio. La nueva entidad administrativa tomó posesión de los bienes y recursos comunitarios, acometió el arreglo de los caminos y la apertura de nuevos pastos comunales. En un primer momento, el nuevo municipio experimentó un fuerte crecimiento demográfico, fundamentado en la inmigración desde otros pueblos de la comarca y por las limitaciones a la emigración durante la emancipación colonial. Pero la crisis del modelo agrario expansivo originó un nuevo ciclo migratorio hacia Cuba, donde los emigrantes crearon nuevas vegas para la siembra de tabaco. Estos indianos enviaron remesas a las familias que quedaban en la isla, e introdujeron en las medianías de Breña Alta el cultivo del tabaco, adquiriendo incluso pequeñas parcelas a la terratenencia. Surgió así un cultivo y una industria artesana ligada a la fabricación de puros, que mantiene su tradición hasta la actualidad. El tabaco de la Breña se desplazó a las Exposiciones Universales de París de 1867 y 1878, y hacia 1880 se afirmaba que la variedad Breña competía con lo mejor de las vegas de Cuba. Otras artesanías de importancia fueron los calados y bordados, que daban empleo a la fuerza de trabajo familiar y cuya producción se destinaba al mercado exterior.

BREÑA ALTA: l. con ayuntamiento de la prov. aud. terr. y c.g. de Canarias, en la isla y partido Jud. de la Palma, dióc. de Tenerife : SIT. un poco al SO. (sic) del l. de Breña Baja, en sitio ameno y delicioso: componen la población 299 CASAS esparcidas por la jurisd., y una iglesia Parr. (San Pedro), [...] POBL.: 299 vec, 10,306 almas
Pascual Madoz. Diccionario geográfico-estadístico-histórico de España y sus posesiones de Ultramar (1849).

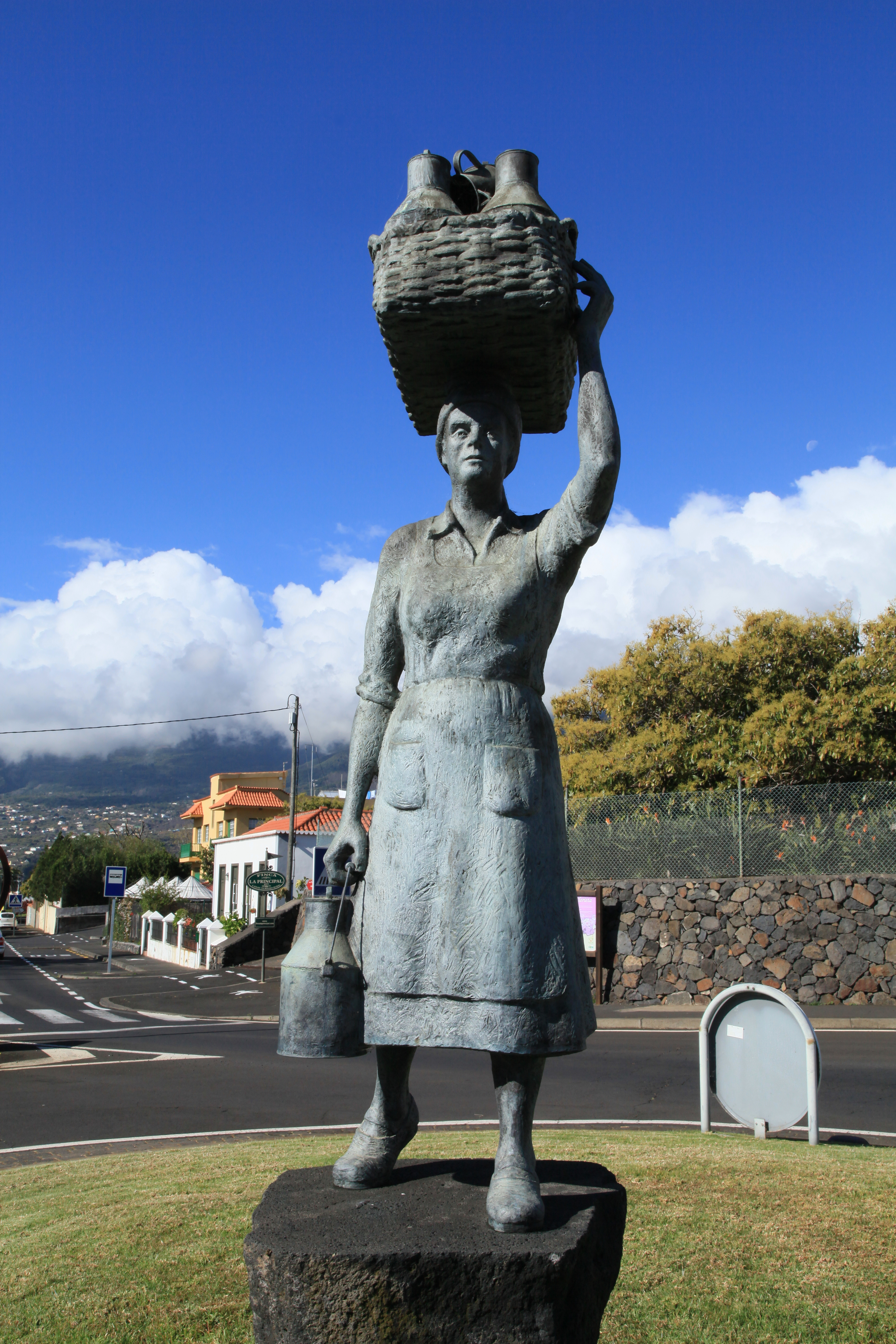
Escultura Homenaje a las lecheras en Buenavista

Durante el siglo xx se lograrán avances importantes en términos de bienestar. La mejora de las comunicaciones fue uno de ellos, reflejado en los alpendres o ventas rurales con pórtico de madera, situadas junto a los antiguos caminos reales de La Cuesta y Buenavista, que se reconvertirían en carreteras. La construcción de los túneles de Bajamar solucionaría el histórico problema del paso bajo el Risco de La Concepción, y quedaría resguardado del mar con la creación de la playa artificial de Bajamar en los años 1990. Se realizaron obras de mejora en la red de abastecimiento de aguas de los manantiales de Aduares, Melchora y Aguacencio, y aparecen edificios singulares como la Casa Yanes o el Hotel Florida. Durante la Segunda República surgieron nuevas fuerzas sociales y políticas y un mayor nivel de conciencia social y cultural, interrumpidas por la Guerra Civil y la fuerte represión física e ideológica. La lucha por la subsistencia obligó a explotar todos los recursos disponibles, y generó una nueva corriente migratoria hacia Venezuela.
El 16 de enero de 1957 unas lluvias torrenciales azotaron gravemente a La Palma. El foco más catastrófico se localizó en el barrio de El Llanito, ocasionando 22 muertos. La reconstrucción contó con la solidaridad de canarios de todas las islas y de la emigración, así como de las autoridades de la época.
Buenavista sería el lugar donde se ubicaría el primer Aeropuerto de La Palma, estando en servicio entre 1955 y 1970. A partir de la década de 1960, la situación social y económica inició un nuevo proceso modernizador, sustentado inicialmente en las remesas enviadas desde Venezuela. La plaza Bujaz fue construida por la colaboración económica de uno de los retornados. La expansión hacia el sur de la ciudad de Santa Cruz de La Palma supuso la modificación de los límites municipales a favor de la capital insular, pero pronto Breña Alta viviría también un importante desarrollo de la economía vinculada al sector servicios.

## Demografía
Breña Alta cuenta con una población de 7428 habitantes (INE 2024).
| Gráfica de evolución demográfica de Breña Alta entre 1842 y 2021                                                    |
| |
| Población de derecho según los censos de población del INE Población de hecho según los censos de población del INE |

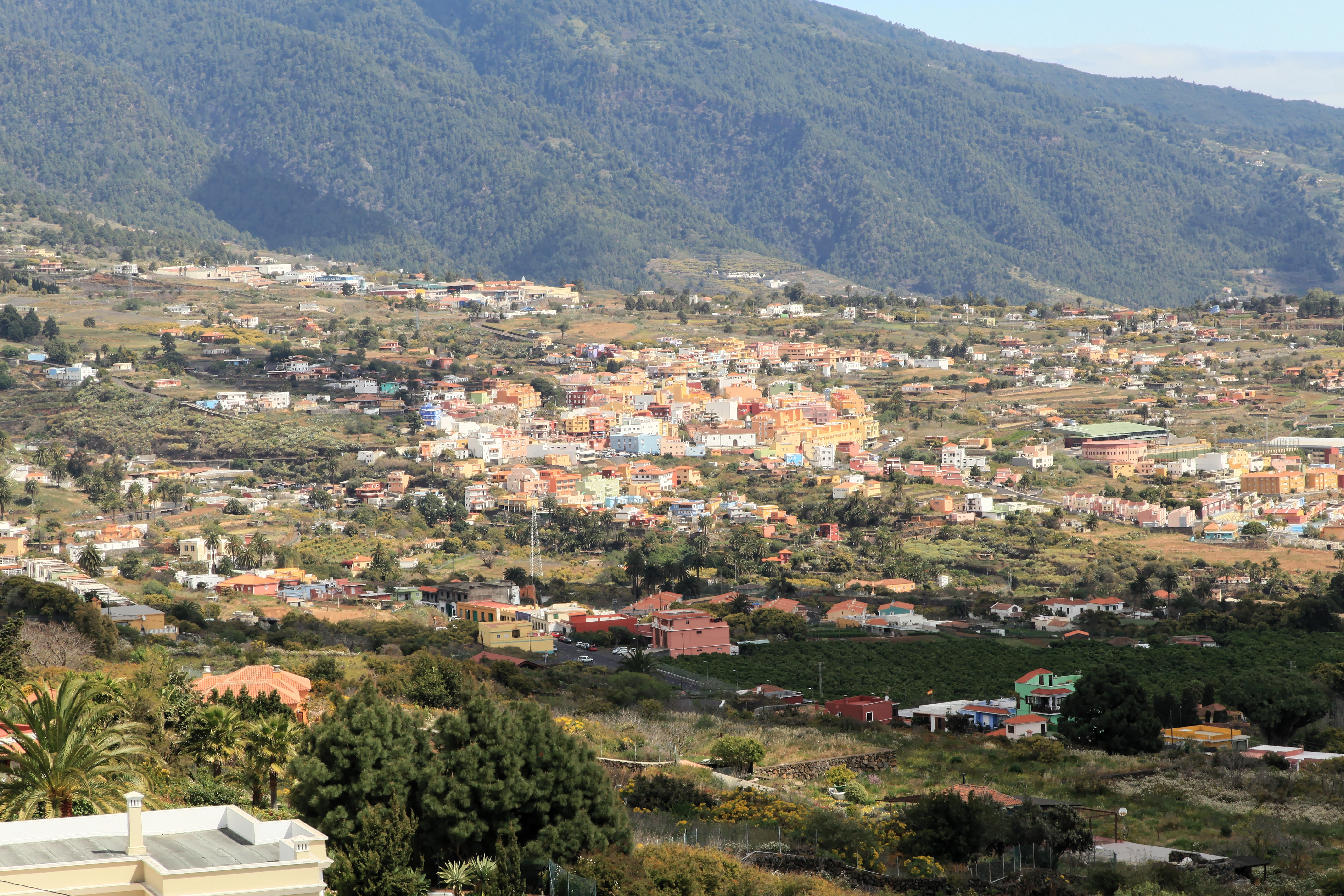
Buenavista, San Pedro y El Llanito

Con sus más de 7000 habitantes, Breña Alta es el cuarto municipio de La Palma en población. Los factores que estimulan el crecimiento demográfico del término son principalmente de carácter exógeno y favorecidos por su localización central entre las dos principales localidades de la isla. Por un lado, la expansión económica derivada de la incipiente actividad turística en la comarca, y de otro y asociada a éste, la entrada de población de otros municipios y extranjeros. Debido a la situación de estancamiento de Santa Cruz de La Palma, sus municipios limítrofes acometen la función de territorios de expansión residencial. Todo ello, unido al proceso de despoblamiento de la zona norte de la isla en contraposición al tronco central insular, hace que Breña Alta se conforme así como un municipio residencial que aprovecha su ubicación geográfica para absorber nuevos residentes, a la vez que produce un desarrollo importante del sector industrial y comercial.
La geografía física, las condiciones climáticas y la altitud de unos terrenos aptos para el cultivo de secano condicionaron la ubicación de los asentamientos poblacionales. Éstos discurren por la zona de medianías en sentido norte-sur, apoyados en la trama viaria originada por los caminos reales que unían Santa Cruz de La Palma con el Puerto de Tazacorte, Breña Baja con El Paso y el Camino Transversal que discurría desde Mirca hasta Mazo. Actualmente existe una pequeña conurbación entre los núcleos de San Pedro, Buenavista y El Porvenir, donde se asienta más de la mitad de la población municipal.

## Economía

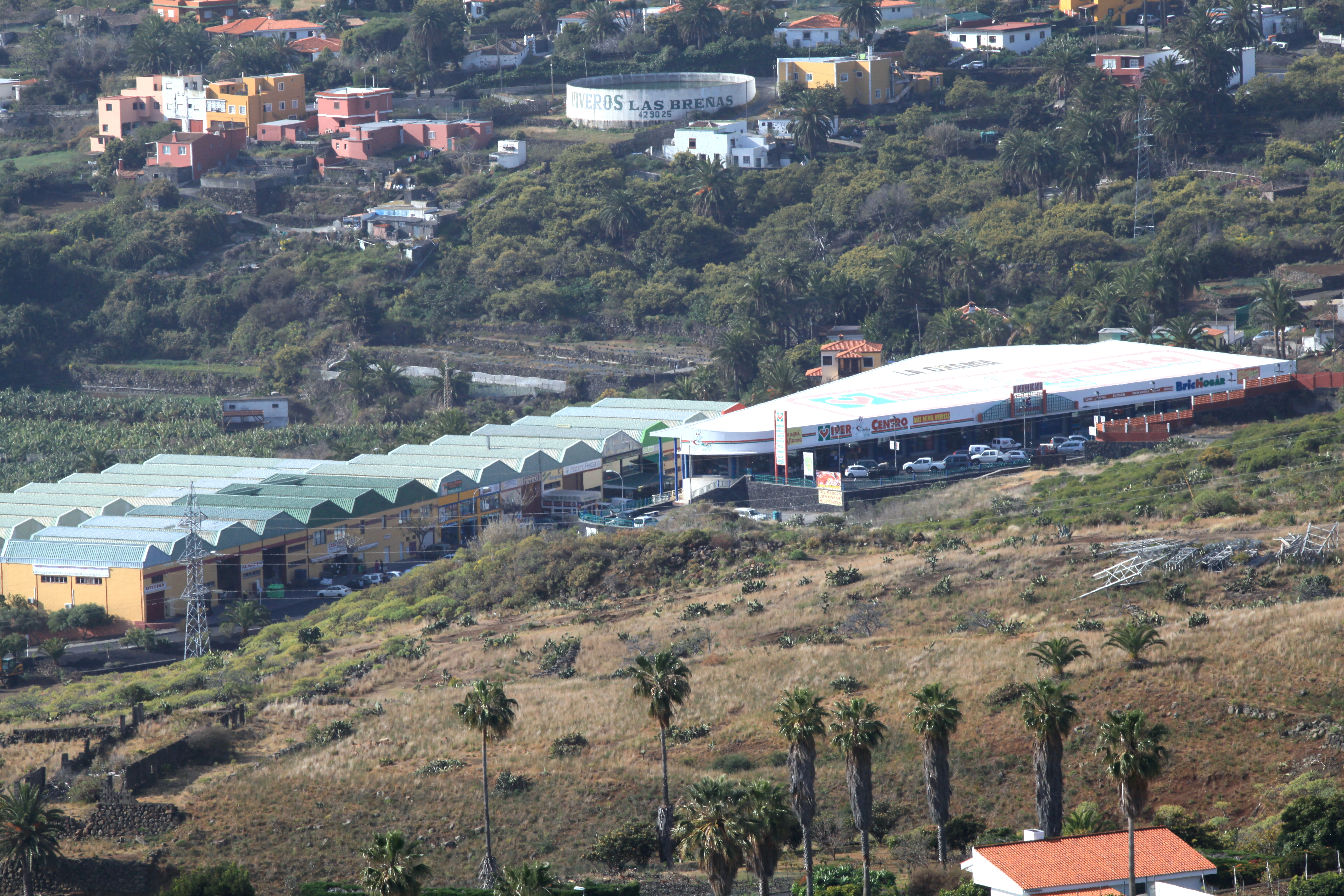
Polígono industrial El Molino (2015)

El sector servicios es el que más trabajadores de Breña Alta ocupa, con una tasa superior al 70 % fundamentada en la actividad comercial, transporte, turismo, y dotaciones sociales. Constituye junto a la capital insular una excepción en el sistema económico de La Palma, donde el principal motor económico gira alrededor del sector primario.San Pedro acoge a numerosos pequeños y medianos comercios que conforman una zona comercial abierta. Por otro lado, existen zonas industriales en Buenavista, El Molino, La Grama y Bajamar, donde se han instalado también grandes superficies de supermercados.

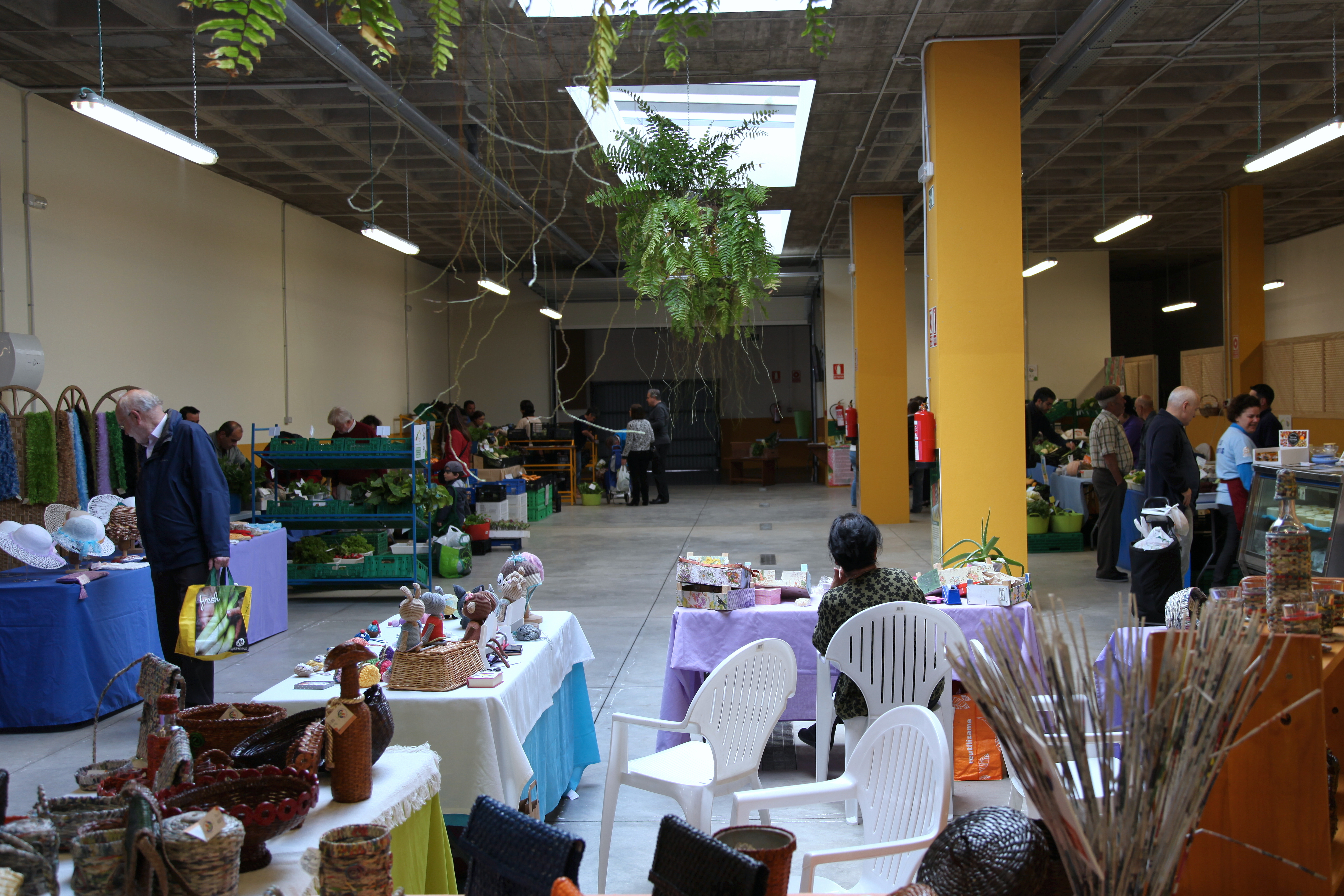
Agromercado de Breña Alta

En 2024 sólo un 2,5% de los cotizantes del municipio trabajaba en la agricultura, lo que indica un claro retroceso con respecto a 1981 de más del 70 % de los efectivos asignados a este sector. El monocultivo del plátano, circunscrito en el municipio casi exclusivamente a la zona de El Socorro, no tuvo una importancia similar a la de otros municipios de la isla.Breña Alta cuenta con 370 ha de superficie cultivada, de las que 134 se dedican al aguacate. También se cultivan, en menor medida, cereales, frutales, papas, vid y lechugas. El tabaco, cuyo cultivo y manufactura representó la base de la economía municipal durante varias décadas, ocupa en la actualidad 7,5 ha. La actividad ganadera es principalmente bovina (14 explotaciones) y caprina. El municipio cuenta con un agromercado donde se venden productos naturales, artesanía, quesos, panes y dulces de la isla.
El sector turístico existe en la forma de casas rurales, alquiler vacacional y algunos establecimientos hoteleros de pequeño tamaño.

### Energía

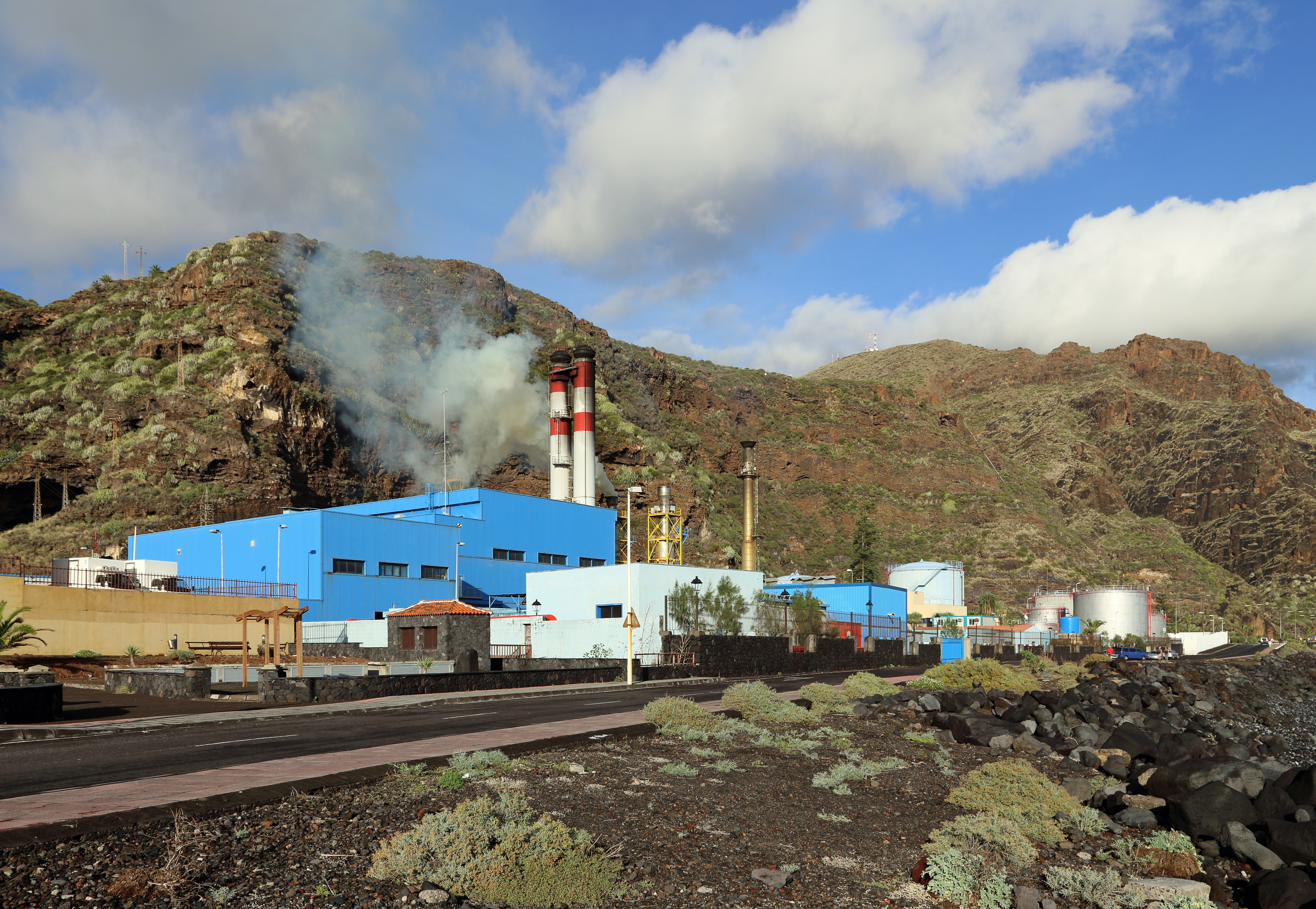
Central eléctrica Los Guinchos

En Breña Alta se sitúa la Central térmica Los Guinchos, propiedad de Endesa Generación, que da servicio a toda la isla. Con una potencia instalada de 105 MW, cuenta con una turbina de gas que funciona con gasóleo y diez motores diésel que funcionan con fuel.
Existe también una instalación solar de autoconsumo colectivo de 100 kW en San Pedro, la primera de este tipo en La Palma.

## Administración y política

### Gobierno municipal
La Administración Local del municipio se realiza a través del Ayuntamiento de Breña Alta, cuyos componentes se eligen cada cuatro años por sufragio universal de todos los ciudadanos españoles y de la Unión Europea mayores de 18 años de edad que estén empadronados en el término municipal. Según lo dispuesto en la Ley del Régimen Electoral General, que establece el número de concejales elegibles en función de la población del municipio, la corporación municipal de Breña Alta está formada por 13 concejales, entre estos se incluye quien ostenta la alcaldía-presidencia. El ayuntamiento recibe soporte técnico y presupuestario del Gobierno de Canarias y el Cabildo de La Palma.
| Periodo   | Nombre                        | Partido | Partido                                      |
| --------- | ----------------------------- | ------- | -------------------------------------------- |
| 1979-1983 | Francisco Javier García Pérez |         | Agrupación de Electores de Breña Alta (AEBA) |
| 1983-1987 | Gabriel Hernández Hernández   |         | Alianza Popular (AP)                         |
| 1987-1991 | Francisco Javier García Pérez |         | Agrupación Palmera de Independientes (API)   |
| 1991-2011 | Blas Bravo Pérez              |         | Partido Socialista Obrero Español (PSOE)     |
| 2011-2013 | Ángel Fernando Alonso de Paz  |         | Partido Popular (PP)                         |
| 2013-2015 | Blas Bravo Pérez              |         | Partido Socialista Obrero Español (PSOE)     |
| 2015-2019 | Jonathan de Felipe Lorenzo    |         | Coalición Canaria (CC)                       |

| Partido político                         | 2023 | 2023  | 2023       | 2019 | 2019  | 2019       | 2015 | 2015  | 2015       | 2011 | 2011  | 2011       | 2007 | 2007  | 2007       |
| Partido político                         | %    | Votos | Concejales | %    | Votos | Concejales | %    | Votos | Concejales | %    | Votos | Concejales | %    | Votos | Concejales |
| Coalición Canaria (CC)                   | 2843 | 68,22 | 10         | 2177 | 59,82 | 9          | 1599 | 41,18 | 6          | 1479 | 37,1  | 5          | 1167 | 28,89 | 4          |
| Partido Socialista Obrero Español (PSOE) | 829  | 19,89 | 2          | 919  | 25,25 | 3          | 1413 | 36,39 | 5          | 1896 | 47,57 | 6          | 1982 | 49,07 | 7          |
| Partido Popular (PP)                     | 298  | 7,15  | 1          | 276  | 7,58  | 1          | 634  | 16,33 | 2          | 558  | 14    | 2          | 500  | 12,38 | 1          |
| Podemos                                  | 102  | 2,44  | 0          | 111  | 3,05  | 0          | —    | —     | —          | —    | —     | —          | —    | —     | —          |
| Vox                                      | 60   | 1,43  | 0          | —    | —     | —          | —    | —     | —          | —    | —     | —          | —    | —     | —          |
| Nueva Canarias (NC)                      | —    | —     | —          | 71   | 1,95  | 0          | 176  | 4,53  | 0          | —    | —     | —          | 360  | 8,91  | 1          |
| Ciudadanos (CS)                          | —    | —     | —          | 58   | 1,59  | 0          | —    | —     | —          | —    | —     | —          | —    | —     | —          |

### Organización territorial

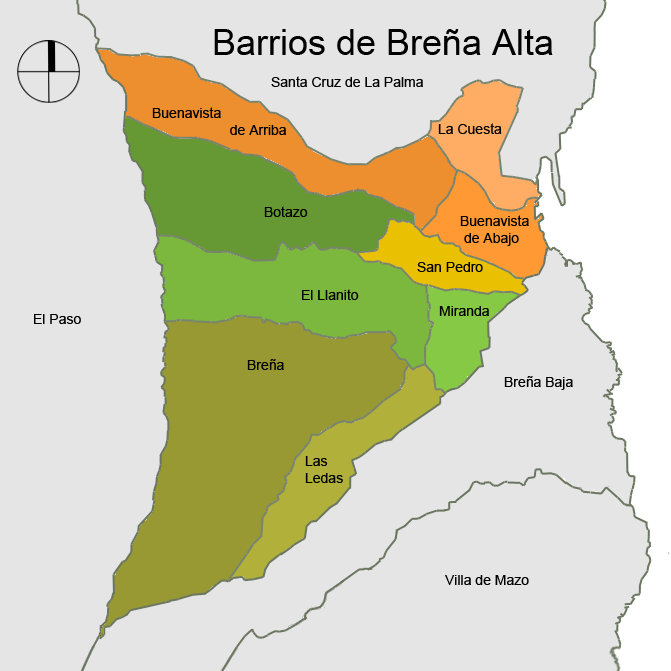
Barrios

Breña Alta está dividida en nueve entidades de población, denominadas localmente como barrios:
- Botazo
- Breña
- Buenavista de Abajo
- Buenavista de Arriba
- La Cuesta
- Las Ledas
- El Llanito
- Miranda
- San Pedro (capital municipal)

### Justicia
Breña Alta pertenece al partido judicial de Santa Cruz de La Palma, que abarca a los siete municipios de la vertiente oriental de la isla. El municipio cuenta con un juzgado de paz en el edificio del ayuntamiento.

## Servicios

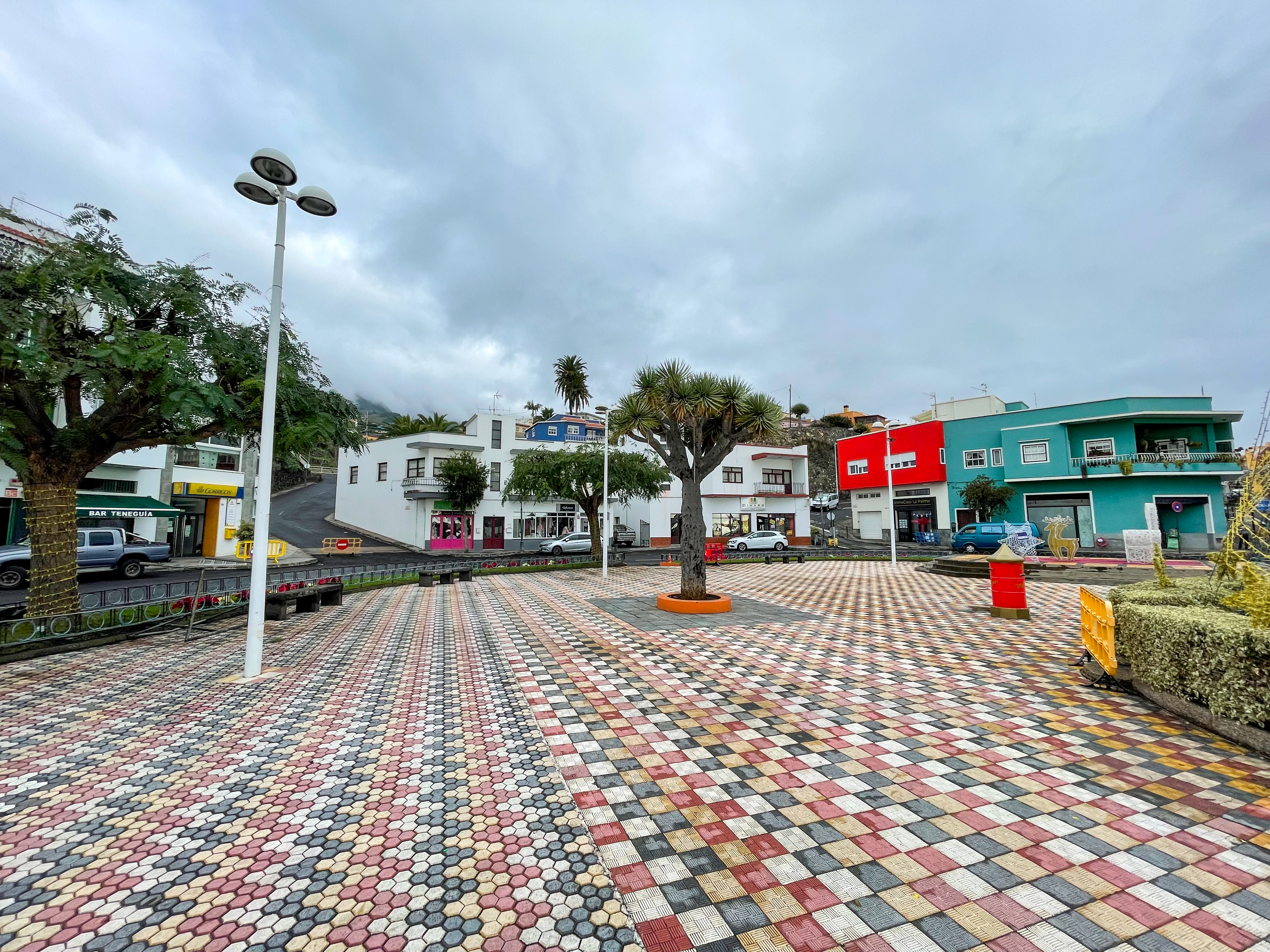
Plaza Bujaz de San Pedro

### Educación
La oferta de escuelas públicas de la consejería de educación se compone de cinco centros:
- CEIP Manuel Galván de Las Casas, en San Pedro, con enseñanzas de educación infantil y primaria.
- CEIP Miranda, con enseñanzas de educación infantil y primaria.
- CEIP Botazo, escuela unitaria con enseñanzas de educación infantil y primaria.
- CEIP Breña, escuela unitaria con enseñanzas de educación infantil y primaria.
- CEIP Buenavista de Abajo, escuela unitaria con enseñanzas de educación infantil y primaria.

Las escuelas unitarias son atendidas por el colectivo de escuelas rurales CER Las Breñas.
El ayuntamiento cuenta con una escuela infantil en San Pedro para menores de entre 6 meses y tres años de edad.
Para los estudios de Educación Secundaria Obligatoria, Breña Alta forma parte de la zona de influencia del IES Las Breñas de Breña Baja, salvo el barrio de La Cuesta que está en la zona del IES Alonso Pérez Díaz de Santa Cruz de La Palma.
Además el municipio cuenta con una Biblioteca Municipal, la Naldo Concepción Machín, que sirve de lugar de estudio.

### Sanidad

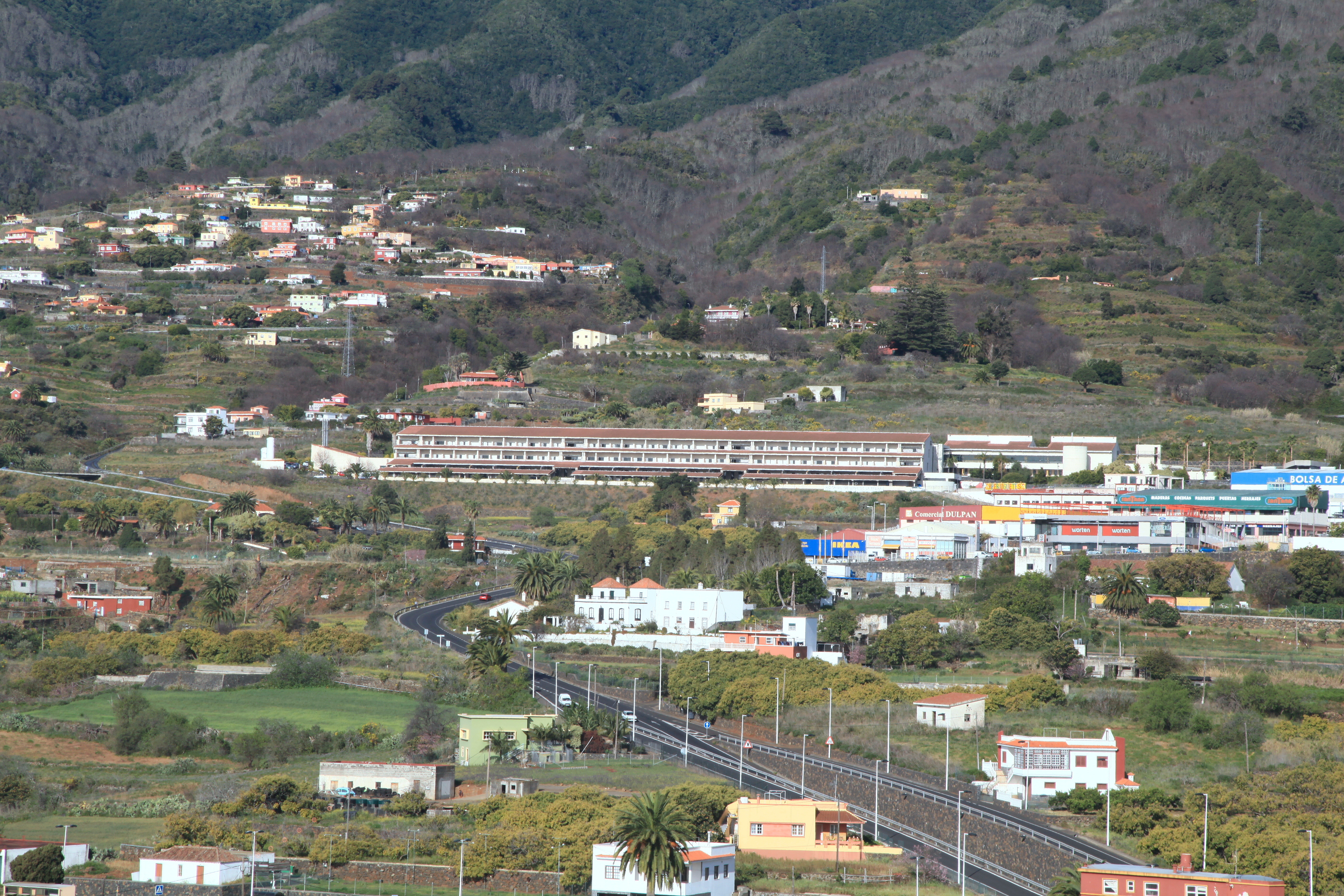
Vista de Buenavista de Arriba con el hospital en el centro.

En Breña Alta se ubica el Hospital Universitario de La Palma, complejo general de toda la isla. El hospital cuenta con dos Centros de Atención Especializada en Santa Cruz de La Palma y Los Llanos de Aridane. Su Hospital de Referencia es el Hospital Universitario de Canarias en San Cristóbal de La Laguna, Tenerife.
La zona básica de salud de Las Breñas cubre el término municipal y el vecino de Breña Baja. Para la atención primaria existe un centro de salud en San Pedro.
Asimismo, el municipio cuenta con dos Farmacias de Guardia, en El Porvenir y en San Pedro.

### Servicios sociales

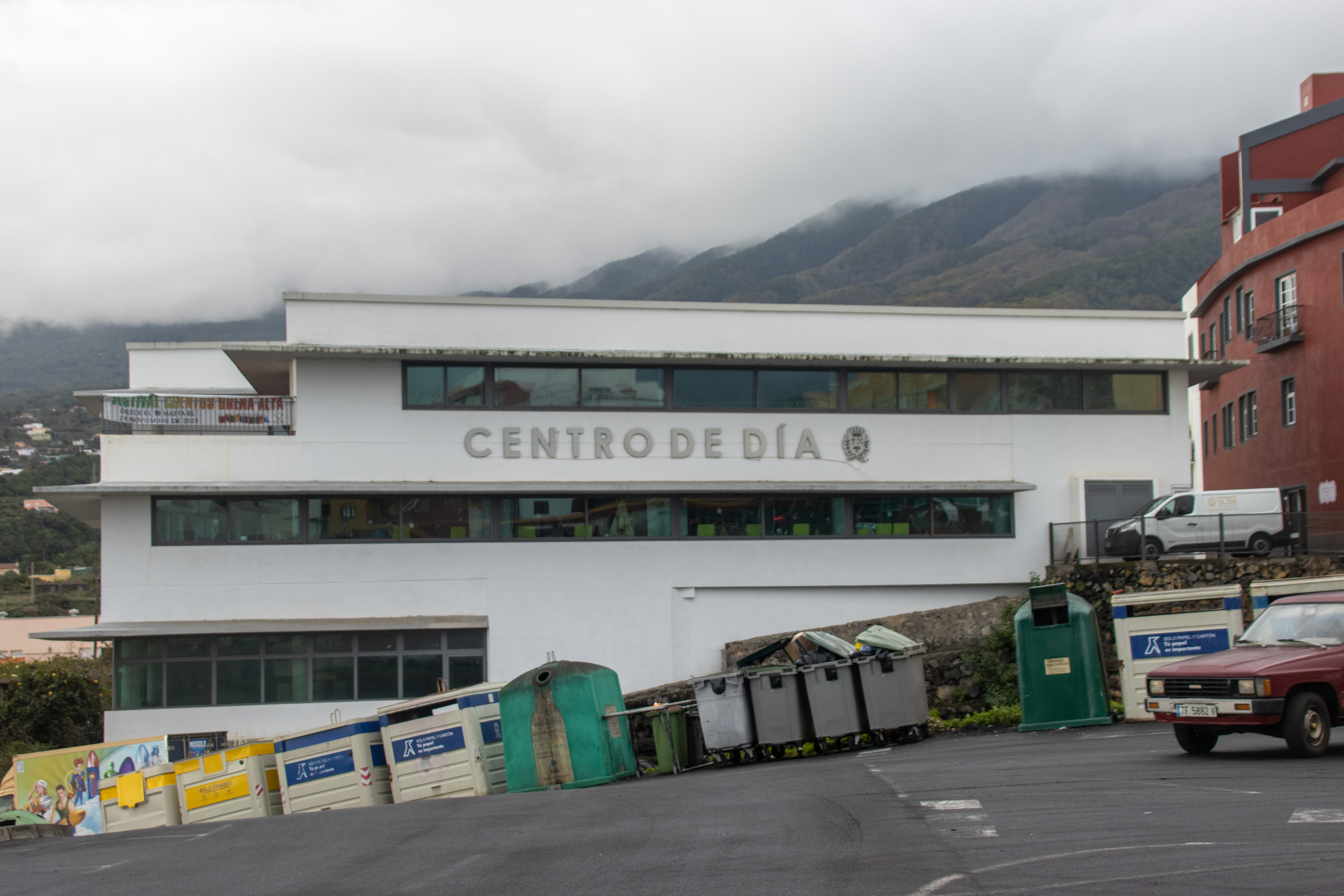
Centro de día de Breña Alta

Breña Alta cuenta con la residencia de mayores Nina Jaubert en Las Ledas, y centro de día en San Pedro.
Este municipio fue galardonado con el Premio Reina Sofía de accesibilidad Universal 2005, destinado a reconocer la labor de las ciudades españolas en la eliminación de barreras arquitectónicas y virtuales, en la modalidad de municipios de menos de 10 000 habitantes.

### Transporte y comunicaciones

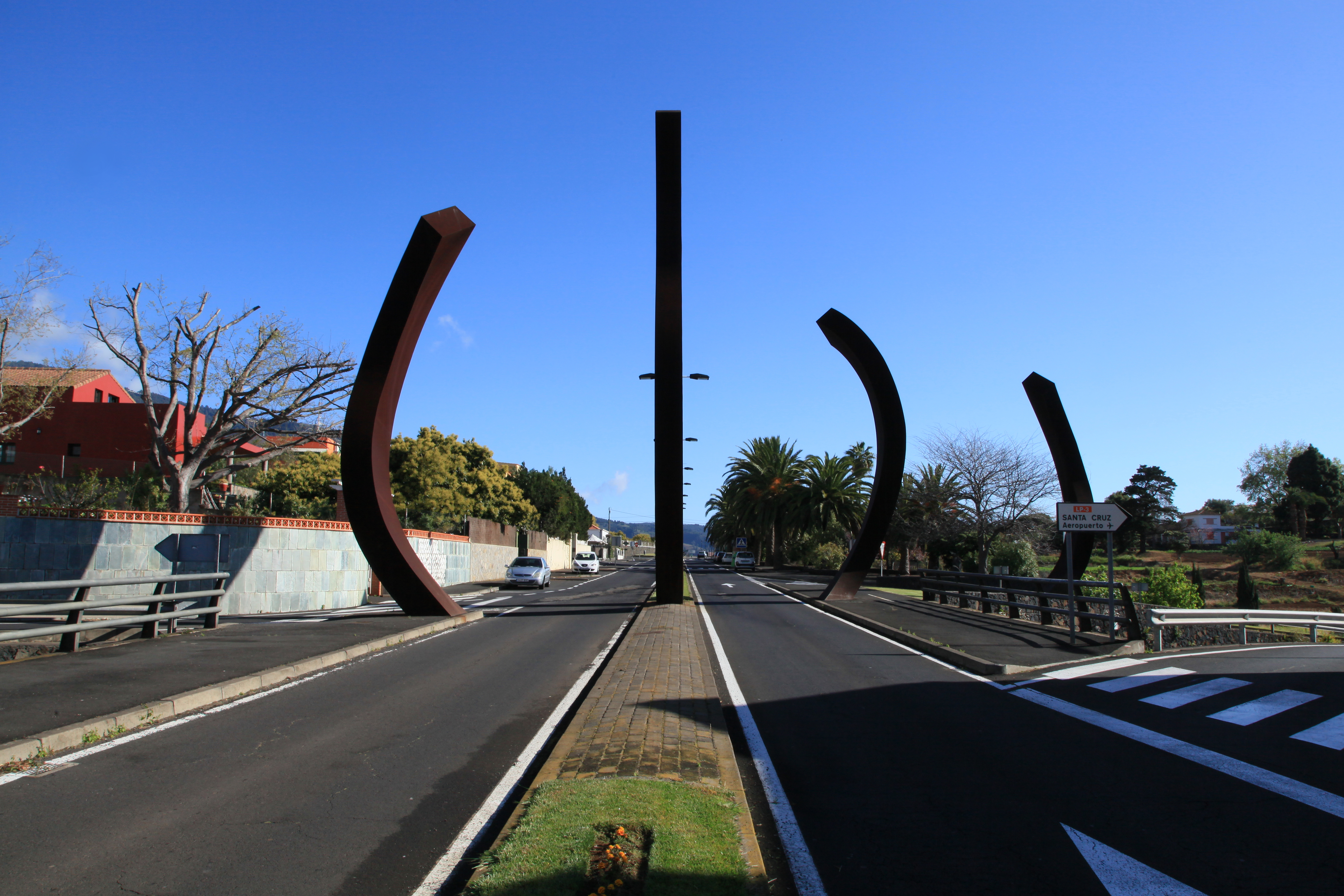
Escultura Raíces en la carretera de Buenavista (cruce de Capote)

El municipio es atravesado por la Carretera de La Cumbre LP-3, que parte desde Santa Cruz de La Palma y llega hasta Los Llanos de Aridane atravesando la Cumbre Nueva mediante túnel. La Carretera de Circunvalación Sur LP-2 también pasa por la zona costera del municipio. De estas vías surgen caminos vecinales que comunican los núcleos habitados, así como las siguientes carreteras de interés insular:
- La LP-101, que finaliza en el mirador de La Concepción procedente de Velhoco y Las Nieves.
- La LP-202, que corresponde con la primera carretera del sur. Une Santa Cruz con Mazo atravesando La Cuesta (Las Vueltas de Matos), El Porvenir, San Pedro, El Llanito y Las Ledas.
- La LP-204, que une San Pedro con San Antonio en Breña Baja.
- La LP-301, que da acceso a San Isidro y al área recreativa de la Pared Vieja.

El municipio cuenta con servicio de taxi y está comunicado con las siguientes líneas insulares de guagua:
| Línea | Trayecto                                          | Recorrido     |
| ----- | ------------------------------------------------- | ------------- |
| 12    | Hospital – La Cuesta – S/C Palma                  | Horario/Línea |
| 20    | S/C Palma – San Isidro – S/C Palma                | Horario/Línea |
| 33    | Hospital – Las Nieves – S/C Palma                 | Horario/Línea |
| 35    | Hospital – San Pedro – Breña Baja – S/C Palma     | Horario/Línea |
| 41    | Hospital – San Pedro – Mazo                       | Horario/Línea |
| 200   | S/C Palma – Bajamar – Breña Baja – Fuencaliente   | Horario/Línea |
| 201   | S/C Palma – Bajamar – Hoyo de Mazo – Fuencaliente | Horario/Línea |
| 300   | Los Llanos – Hospital – S/C Palma                 | Horario/Línea |
| 500   | Aeropuerto – Bajamar – S/C Palma                  | Horario/Línea |

## Patrimonio

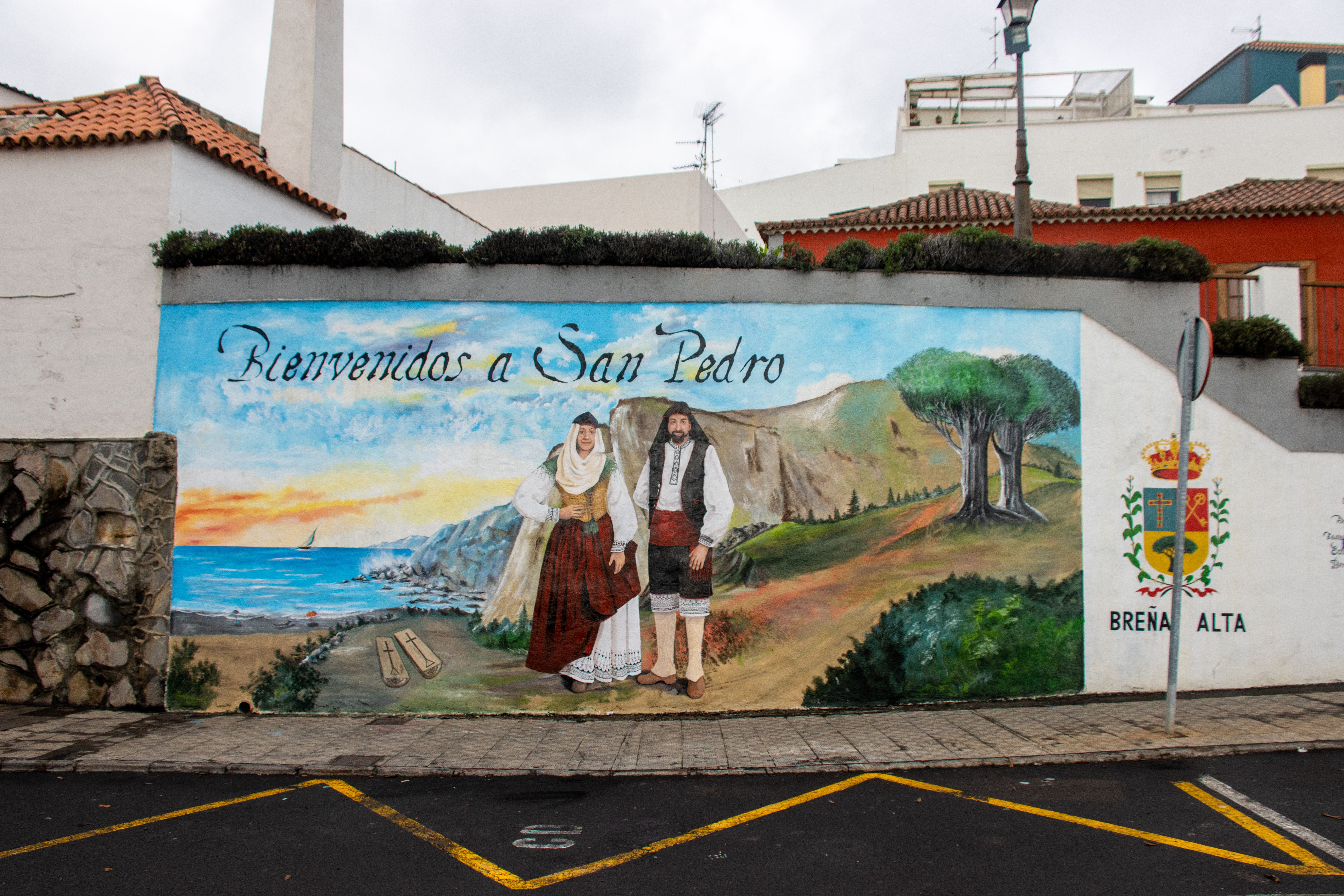
Mural en San Pedro

En el municipio existen determinadas edificaciones cuyos valores formales y tipológicos cualifican el paisaje urbano o rural, aportando los signos de identidad de estos núcleos, al tiempo que relatan la historia de su desarrollo. Desde el punto de vista constructivo, la arquitectura tradicional se caracteriza por gruesos muros de piedra y barro, reforzados en las esquinas con cadenas de sillares, sistema constructivo de origen portugués. La orientación suele ser hacia el mar, construidas aprovechando la pendiente del terreno para defenderse de la brisa. De especial interés son también tipologías edificatorias como los nichos de cruz o las portadas, así como los caminos reales o la arquitectura industrial.

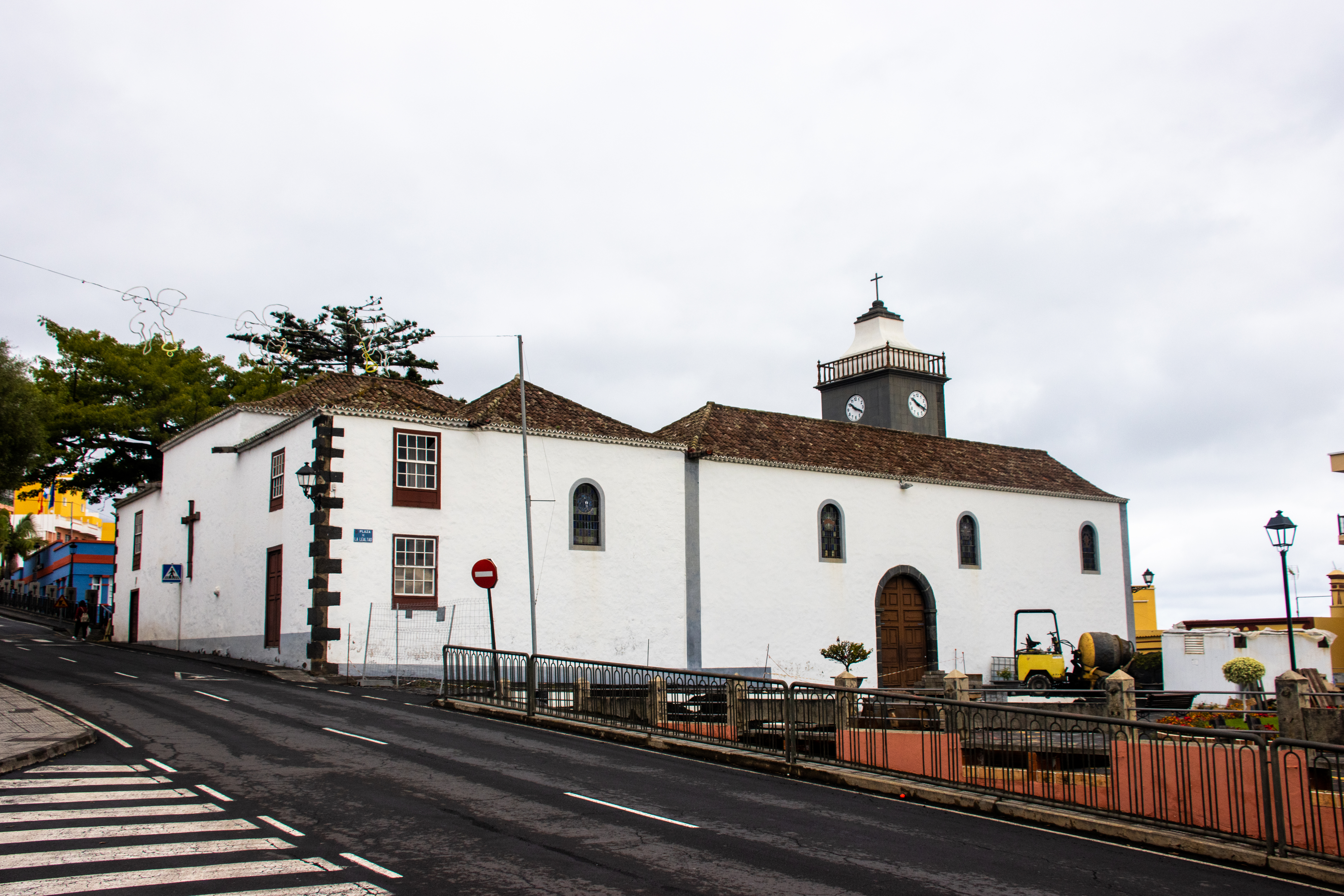
Iglesia de San Pedro Apóstol

Algunos ejemplos del patrimonio breñusco son los siguientes:
- Iglesia de San Pedro Apóstol: erigida originalmente como ermita de una sola nave en el siglo xvi, fue sucesivamente ampliada y mejorada en las siguientes centurias. Sus tres naves actuales acogen diferentes manifestaciones artísticas. El retablo mayor, barroco, guarda en su hornacina central la Cátedra de San Pedro. Otra de sus preciadas reliquias es la pila bautismal de barro vidriado verde, de la que se cuenta que fue la primera que llegó a la isla y en la que fueron bautizados muchos aborígenes convertidos al catolicismo. Destaca también la capilla de las Santas Cruces.Mirador de La Concepción

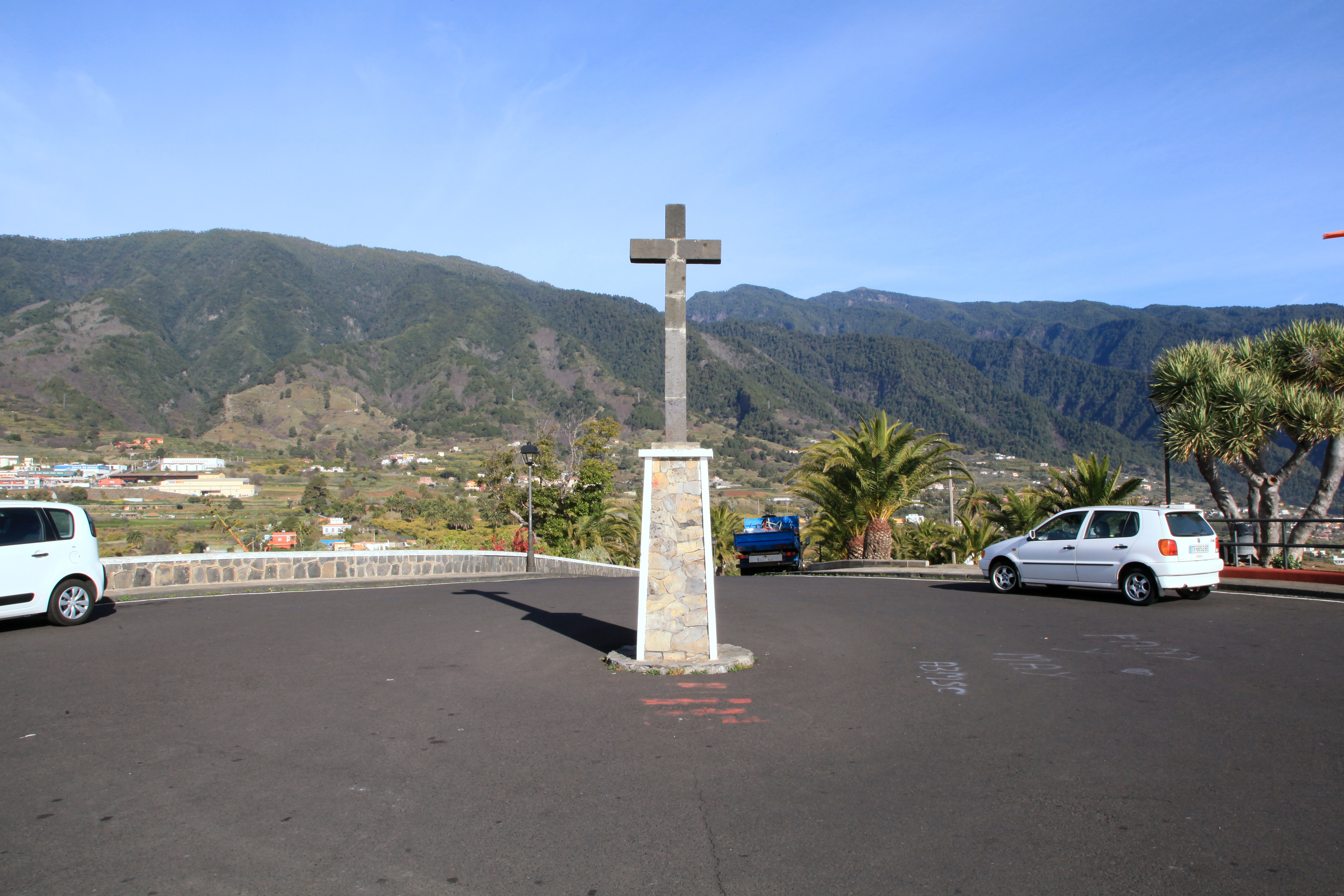
Mirador de La Concepción

- Ermita y mirador de La Concepción: ermita erigida en el siglo xvi en la cima del Risco de La Concepción. Con un gran conjunto de pinturas de estilo canario de los siglos xvii y xviii, la imagen de la Inmaculada Concepción porta entre sus manos una rosa blanca. Inicialmente el Risco de la Concepción se llamó Asomada de la Palma y cambió el nombre cuando se construyó la ermita. El nombre inicial deriva de la gran vista panorámica que desde el mismo se divisa la capital de la isla. Situado a unos 300 m s. n. m., el mirador es el lugar donde más vistas podemos tener de Santa Cruz y zonas limítrofes, y está coronado por una cruz de piedra como homenaje a los palmeros que emigraban a Cuba y de bienvenida a los que regresaban.
- Ermita de San Miguel: erigida en el siglo xviii en el Barranco de El Llanito por una familia de nobles dedicada a la producción de vinos de malvasía. Retablo barroco dedicado al santo patrón de la isla.
- Haciendas o Casa Señoriales: antiguas antiguas haciendas donde las familias nobles de La Ciudad tenían su lugar de descanso. Uno de los conjuntos más importante de haciendas y casas de campo de la isla se encuentra en Las Breñas, con Buenavista de Arriba como el lugar de mayor concentración. Se manifiestan como el signo indiscutible del dominio de las clases poderosas en el medio rural. Uno de sus elementos propios más destacados son los portones o portadas almenadas, de triple almena y una cruz en su centro, que solo podían ser utilizadas por la iglesia y la nobleza. Ejemplos más modernos de este tipo de construcciones son la Casa Yanes Carrillo y el Hotel Florida.Molina de Breña Alta

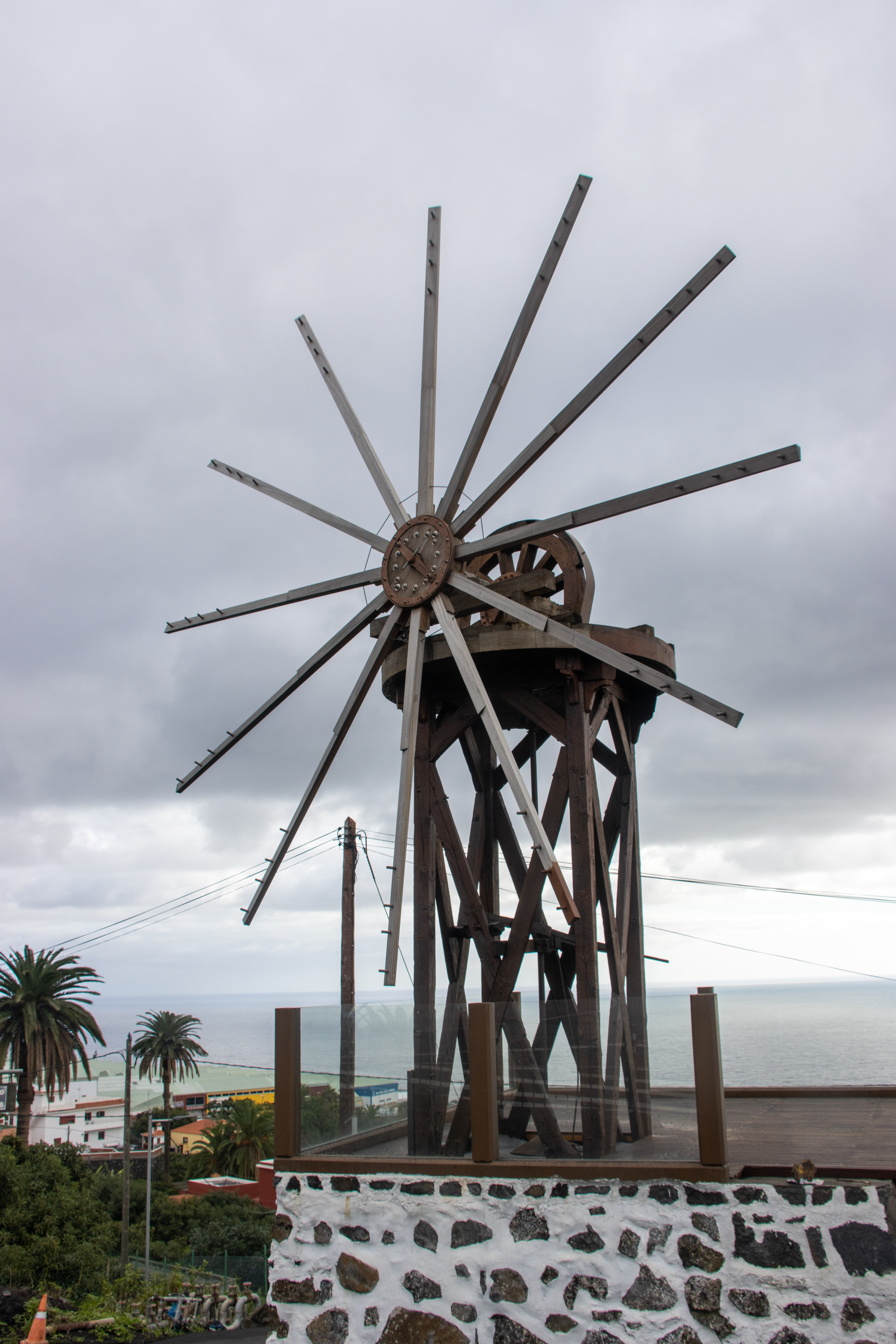
Molina de Breña Alta

- Molinos de harina y gofio: su uso se constata desde los primeros años que siguieron a la conquista para moler el grano destinado a la elaboración del gofio. En aquellas partes de la isla donde no existían cursos de agua corriente se utilizaban molinos de viento, como el situado en el núcleo homónimo de Buenavista de Abajo, restaurado en 2021. Los molinos de viento originales presentaban una arboladura basadas en velas de tela, sistema que en la segunda mitad del siglo xix fue perfeccionado por Isidoro Ortega. Continuarían en funcionamiento hasta la aparición de las molinas accionadas por motores. En Bajamar se localiza el único molino de la isla destinado a la elevación de agua de uno de sus pozos.
- Hornos de teja y cal: básicos en la construcción de edificios, estas construcciones originarias del siglo xix se localizaban cerca de los puertos en los que desembarcaban la piedra de cal cruda. Es el caso del horno de cal situado en el antiguo camino real de la Cuesta de La Pata, en el barranco de Aguacencio. En la costa del municipio se localiza el antiguo tejar de Bajamar de La Breña, que conserva aún los hornos que cocían la teja. Surtía la demanda de teja de la ciudad y de Las Breñas, como se evidencia por las cuentas del pósito de Breña Alta y de la iglesia de San Pedro.[55][57]
- La Pared Vieja: área recreativa de 40000 m2 en el monte del municipio, junto a la carretera LP-301 y el sendero PR-18. Ofrece un punto de ocio familiar con fogones, parque infantil y senderos autoguiados entre pinos, fayas y Brezos. En este lugar se encuentra también La Cueva del Diablo, uno de los cabucos más profundos y extensos de la isla construido para la extracción de agua potable, cerrado al público por su peligrosidad.Los Dragos Gemelos

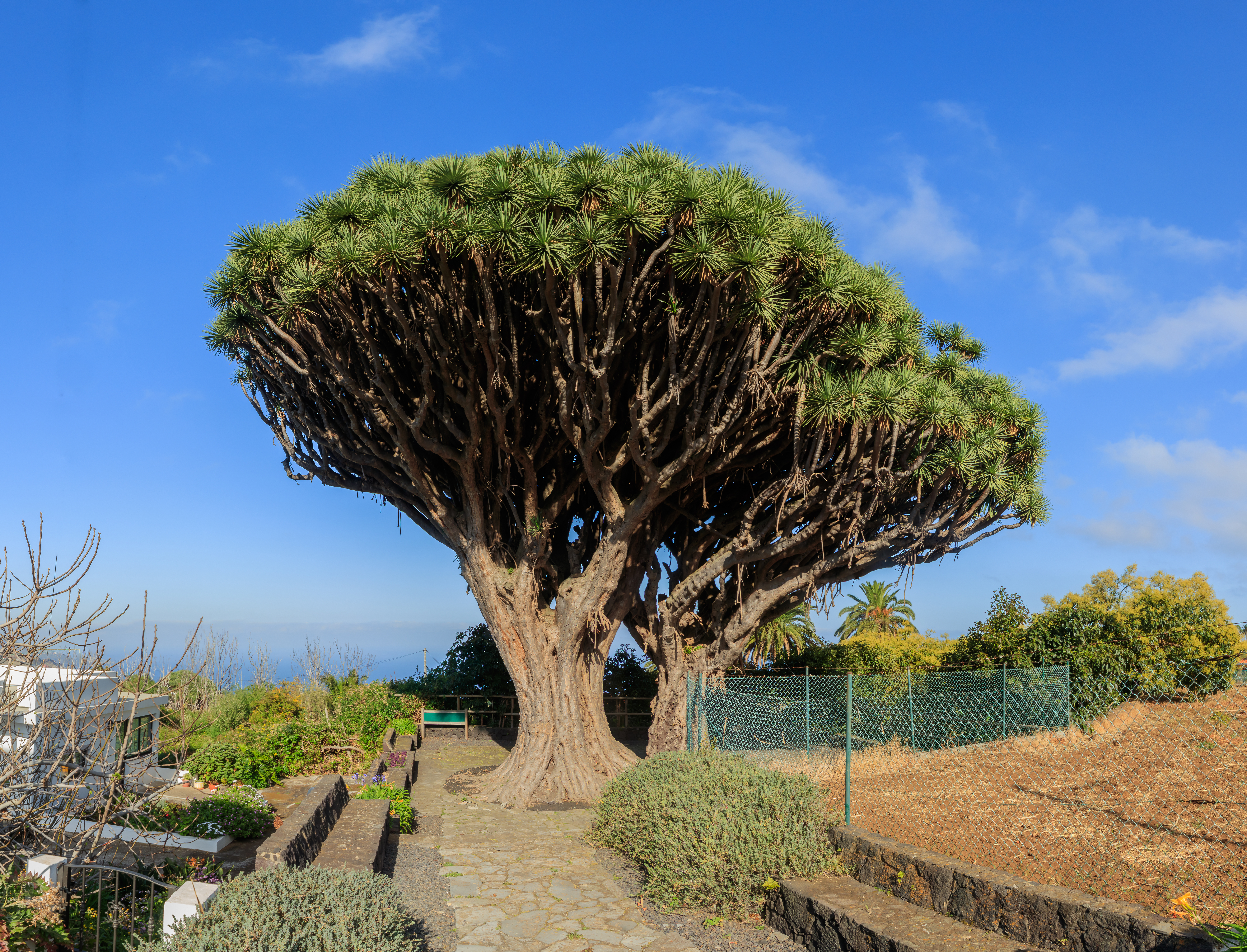
Los Dragos Gemelos

- Los Dragos Gemelos: dos ejemplares de Dracaena draco con una edad aproximada de 150 años que han crecido entrelazados entre sí. Se ubican entre los barrios de El Llanito y Las Ledas, junto a la carretera LP-301. Estos dragos simbolizan una leyenda que cuenta cómo una joven enamoró y enfrentó a dos hermanos gemelos que murieron en batalla mutua por su amor. Tras el suceso, la joven plantó en el mismo lugar de la pelea dos dragos en memoria de sus dos pretendientes, que con el tiempo acabarían creciendo entrelazado fuertemente sus ramas, sin poder distinguir cuál es uno y cuál es el otro.[58]
- Playa de Bajamar: situada en la base del Risco de La Concepción, es una playa urbana artificial construida sobre la costa de callao. Junto a ella se sitúa un paseo paralelo a la carretera LP-2 y la dársena pesquera y refugio de barcos de recreo. La zona, que marcaba el linde con Santa Cruz de La Palma, sólo se podía pasar a pie durante la bajamar. La excavación del primer túnel bajo el risco en 1917 supuso un gran avance en las comunicaciones con la capital, aunque la carretera siguió sufriendo los embates del mar hasta la construcción de la playa.
- Mirador de La Cumbre: situado junto a la carretera LP-3, muestra una amplia panorámica hacia el mar, el poblamiento disperso de la comarca y una serie de lomos paralelos modelados por la erosión y poblados por la densa vegetación de monteverde.

## Cultura

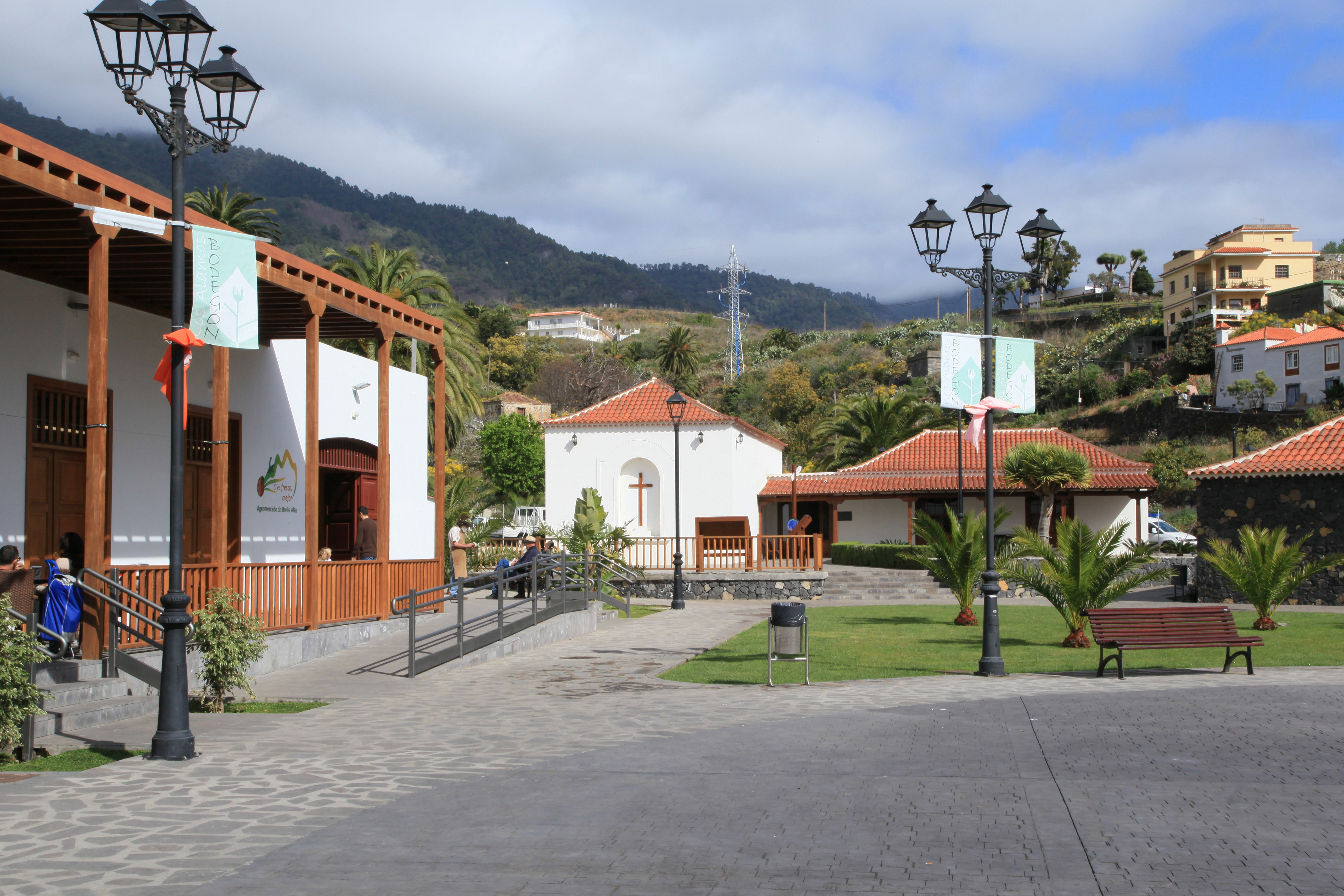
Parque de los Álamos

### Instalaciones culturales
- Museo del Puro Palmero y la Fiesta de Las Cruces.[59]
- Biblioteca Raimundo Concepción Machín (Naldo).[60]
- Centro cultural Casa Panchito.[61]

### Deporte

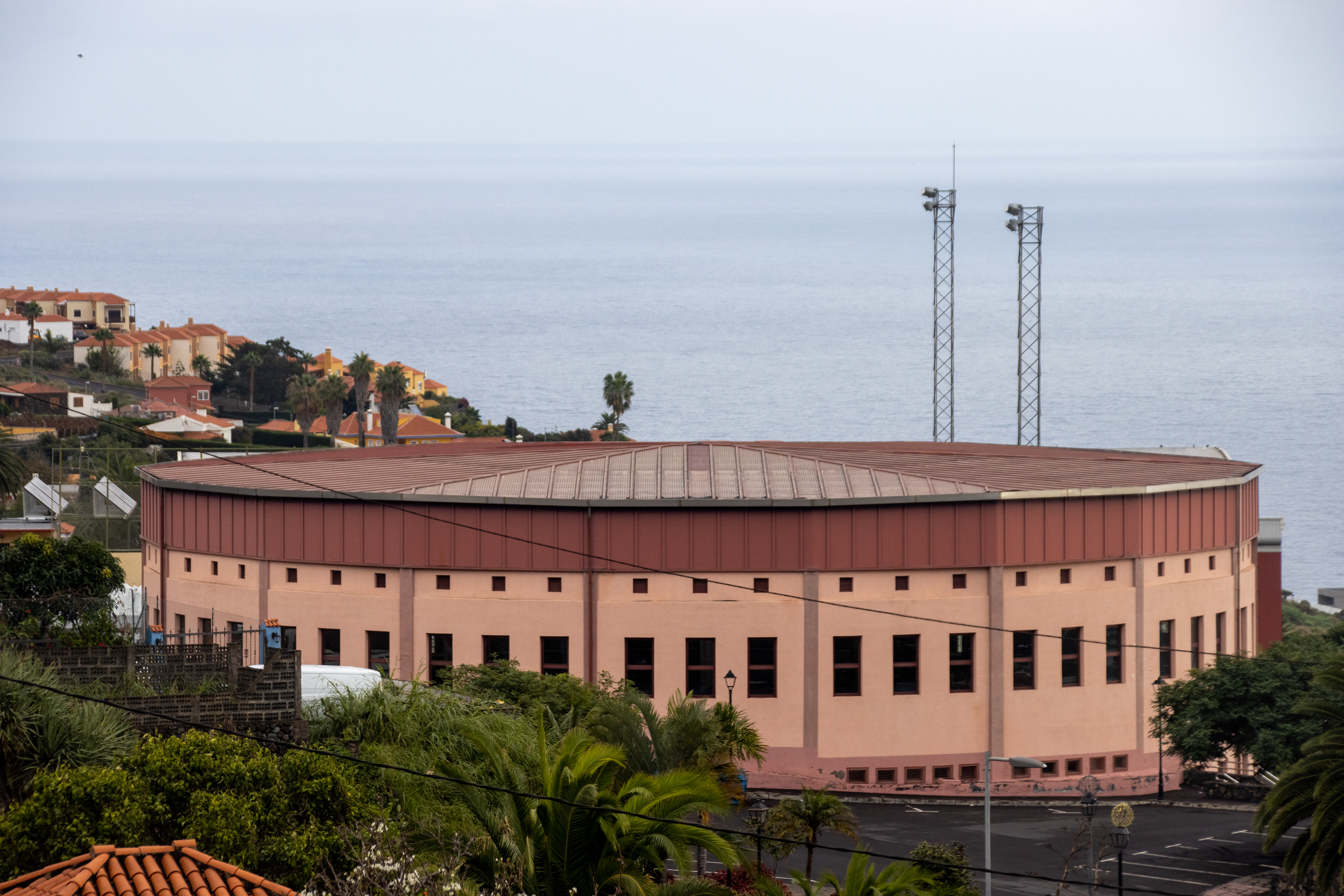
Terrero de Breña Alta

Breña Alta es un municipio pionero del deporte, al igual que muchos otros pueblos de la isla. Algunos de los deportes practicados, mayormente por la juventud municipal, son el Baloncesto, Fútbol o Atletismo, pero como en toda Canarias se realizan deportes o actividades tradicionales de las islas; algunas de estas son Senderismo, o Salto del pastor, entre muchas otras.
El municipio dispone de las siguientes instalaciones para la práctica del deporte:
- El complejo polideportivo municipal Antonio García González, ubicado en San Pedro, donde se encuentran las siguientes instalaciones:[62]
  - Baltavida. Piscinas cubiertas, semiolímpica y lúdica. Gimnasio, fisioterapia, spa, ludoteca y rocódromo.
  - Campo municipal de fútbol de Breña Alta, de césped artificial
  - Polideportivo municipal cubierto
  - Pistas cubiertas de pádel
  - Terrero de lucha canaria
- Cancha polideportiva en La Grama
- Cancha polideportiva en El Llanito.
- Canchas polideportivas, pistas de tenis y pádel en el Valle de La Luna.

Entre otros, los clubes deportivos del municipio son:
- La Unión Deportiva La Palma de fútbol, en cuya estructura deportiva ha incluido a dos equipos del municipio:
  - El Club Deportivo Tarsa, que milita en Tercera Federación Femenina.[63]
  - El Unión Breñas, equipo surgido de la fusión de la Asociación Deportiva Breña Alta y la Unión Deportiva Breña Baja. Milita en Primera Regional masculina.[64]
- El Club de Lucha Balta.[65]
- El Club Baloncesto Doguén.[66]
- El Club Trecus de Atletismo.
- El Club de Ajedrez Baltajaque.[67]

### Juventud
Durante los últimos años Breña Alta ha sido pionera en las actividades juveniles, han aparecido varias asociaciones como Mojo de caña, Secuencia27, Asociación DyA, Asociación AWARABARS y Canary dance conection entre otras, que han hecho que la juventud haya aumentado su participación en la villa. Además se han realizado grandes eventos como el Verbreñazo o La Alta Breñusca que han llamado la atención y han hecho que la juventud se mueva en el pueblo.

### Religión

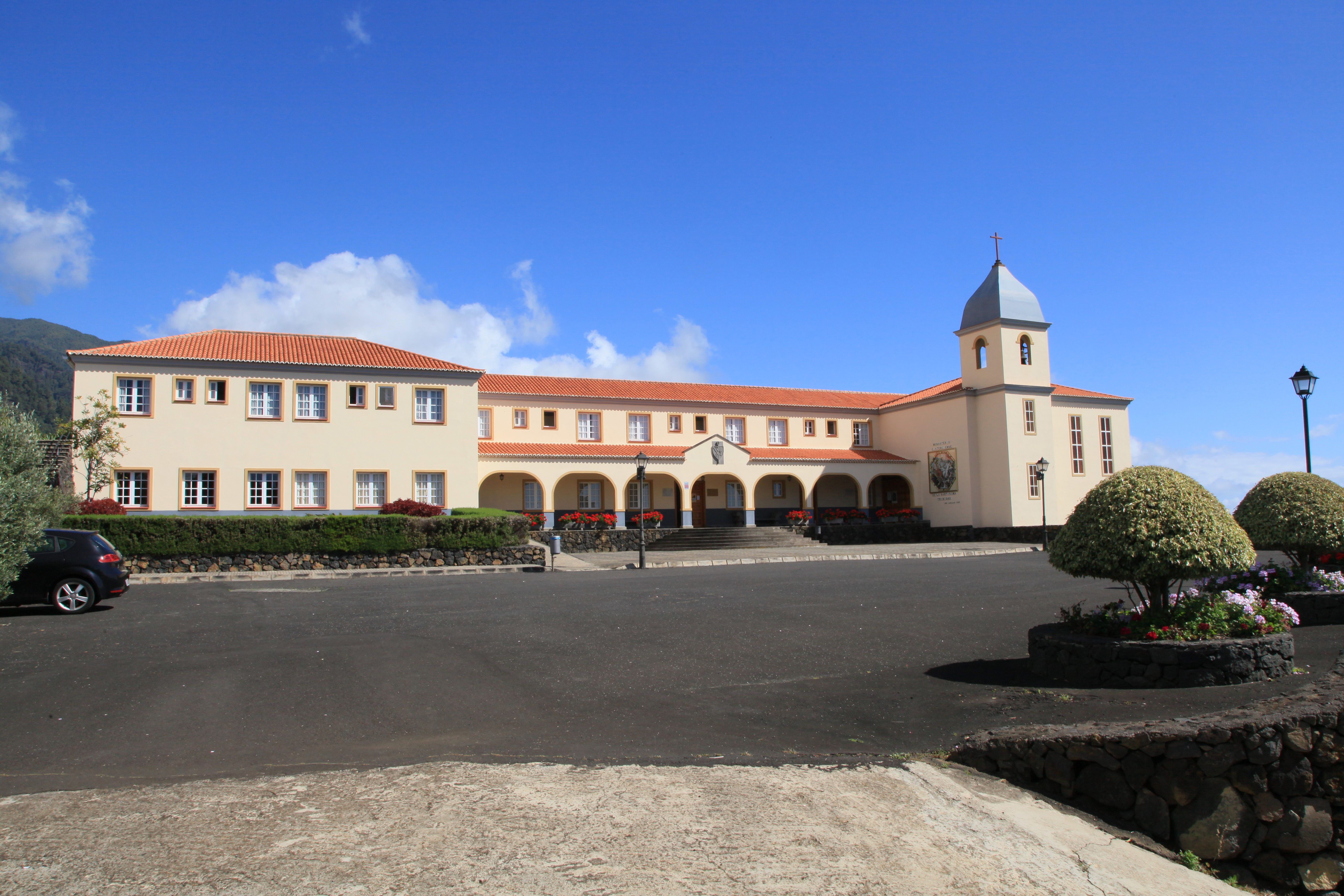
Monasterio Cisterciense

La población creyente del municipio profesa mayoritariamente la religión católica, estando repartida la feligresía en cuatro parroquias pertenecientes al arciprestazgo de Santa Cruz de La Palma de la diócesis Nivariense.
- Iglesia de San Pedro Apóstol.
- Parroquia de San Isidro Labrador, en la Breña.
- Ermita de Nuestra Señora de La Concepción, en Buenavista.
- Ermita de San Miguel, en Miranda.

Asimismo, existe una capilla en el Hospital Universitario de La Palma. En Breña Alta se localiza también el Monasterio Cisterciense de la Santísima Trinidad, abierto en 1946.

### Fiestas

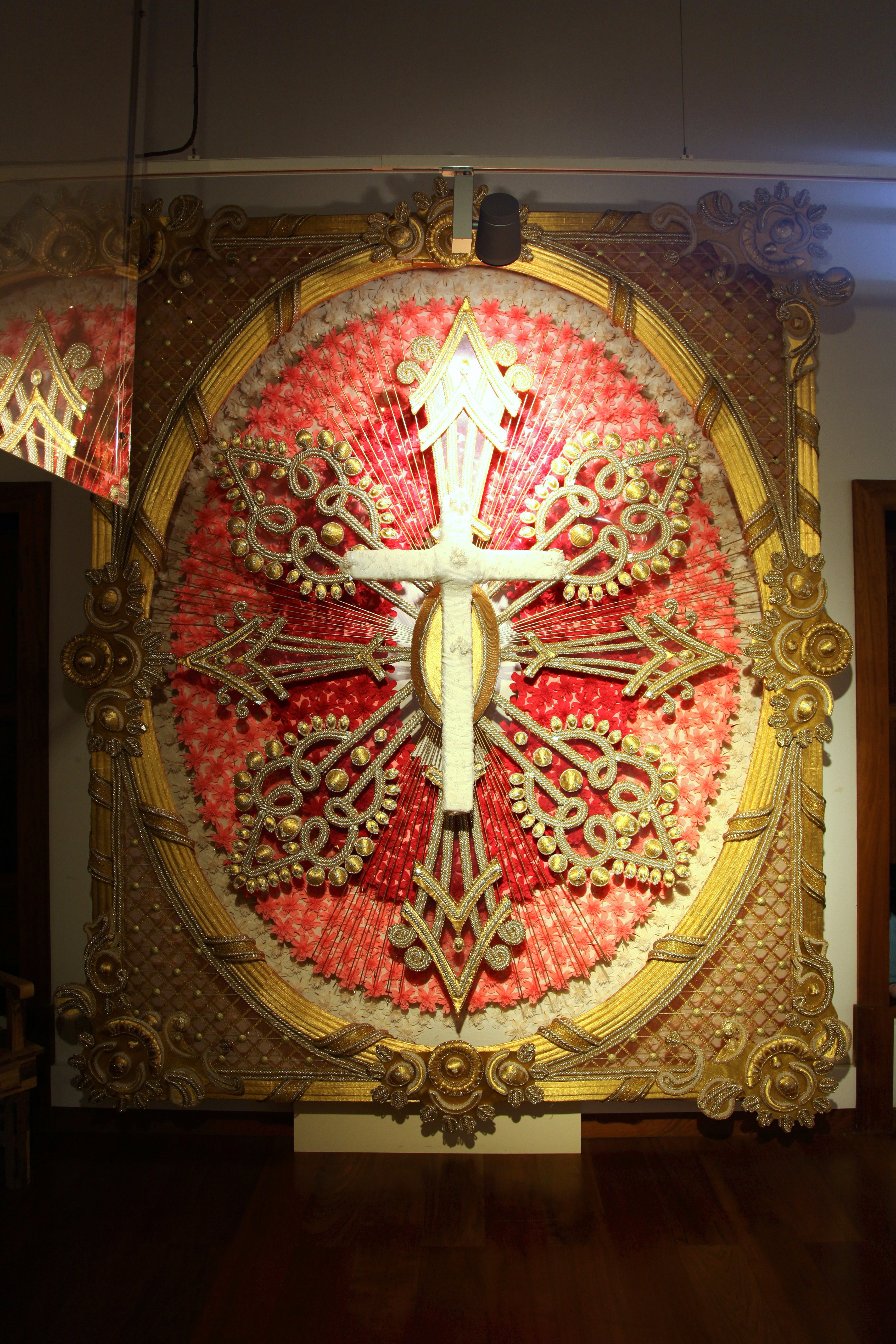
Museo de la Fiesta de Las Cruces

La manifestación festivo-religiosa más importante del municipio es la fiesta de las cruces, que se celebra el 3 de mayo. Cada barrio cuenta en sus calles y caminos con una o varias cruces que son engalanadas por el vecindario la noche del 2 de mayo, en una tradición transmitida generación a generación. Utilizan para ello fayas, brezos, telas, encajes, flores, semillas, papeles de colores y alhajas. Junto a la cruz suelen colocarse unos machangos (muñecos) conocidos como mayos que representan escenas relacionadas con la vida tradicional o asuntos de actualidad. El Museo de las Fiestas de las Cruces de San Pedro alberga una exposición permanente de esta celebración.

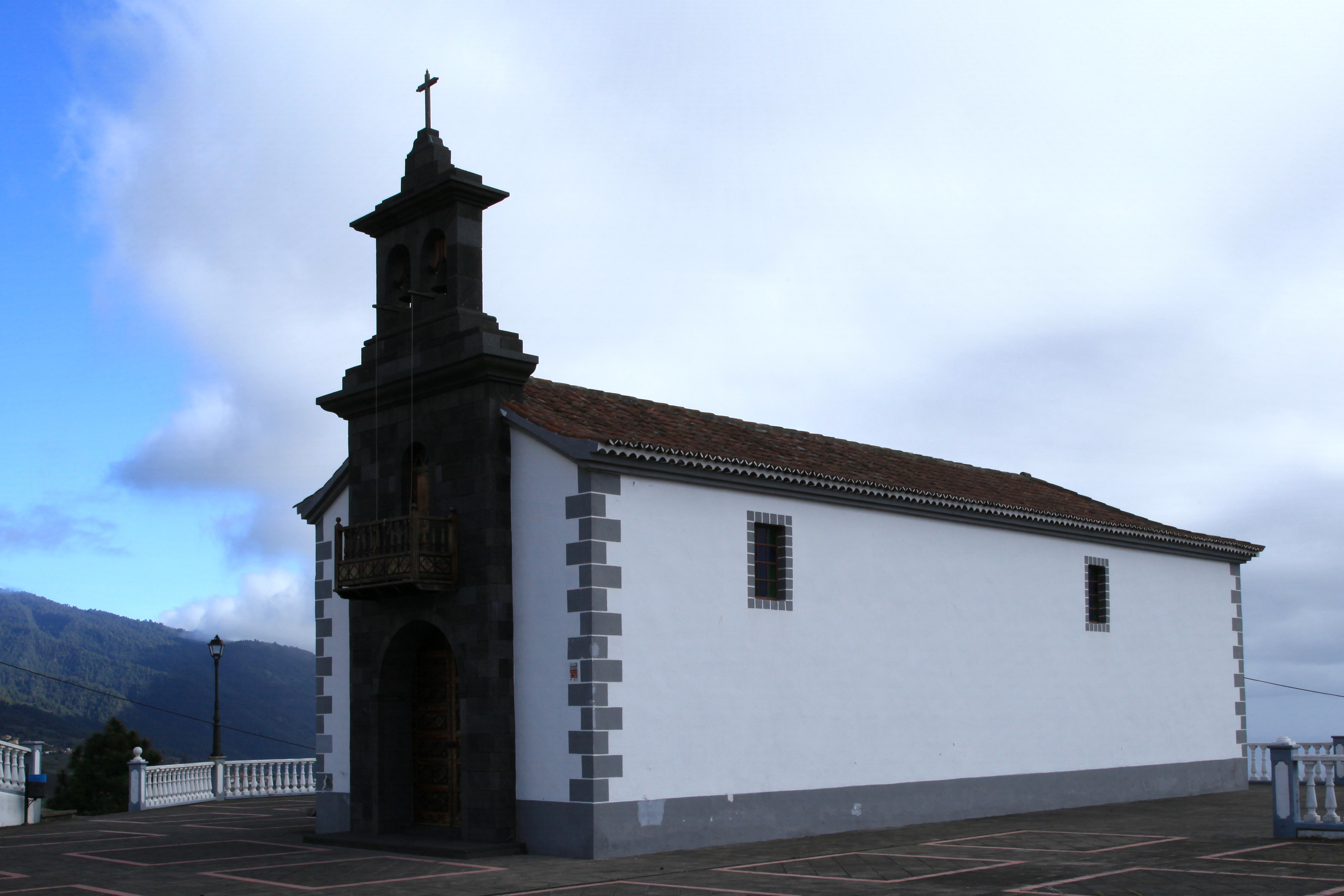
Parroquia de San Isidro

Otras fiestas destacas del municipio son:
- San Pedro Apóstol (29 de junio): fiestas patronales desde la segunda quincena de junio hasta principios de julio. Además de procesiones, verbenas y competiciones deportivas, en su programa se incluye la elaboración del arco de frutas de San Pedro y la romería en Honor de San Isidro Labrador, que sale de la iglesia de San Isidro y llega a la parroquia de San Pedro.
- San Isidro Labrador (mes de mayo): fiestas del barrio de Breña. La actividad principal es la feria ganadera Insular en honor de San Isidro, en la que tienen lugar también muestras agrícolas, arrastre de ganado y salto del pastor.
- La Concepción (15 de agosto).
- San Miguel (mes de septiembre): incluye la representación del Diablo de San Miguel y un desfile de pandorgas (figuras de caña o madera cubiertas con papeles de colores).

## Localidades hermanadas
- Puerto de la Cruz, España
- Añora, España[69]
- Telde, España